# Transporte Urbano Comarcal de Pamplona
El Transporte Urbano Comarcal de Pamplona (Eskualdeko Hiri Garraioa en euskera y de forma cooficial, y abreviado TUC/EHG) es el servicio de autobuses que opera en Pamplona y su comarca, sirviendo a unas 350 000 personas.
TUC es el único servicio de transporte urbano que opera en Área metropolitana de Pamplona, dirigido y coordinado por la Mancomunidad de la Comarca de Pamplona y operado por Transports Ciutat Comtal. No obstante, existe un servicio de transporte interurbano, Nbus, del cual es propietario el Gobierno de Navarra y es operado por diversos operadores que une Pamplona con el resto de la Comunidad Foral de Navarra que también tiene paradas en la ciudad.
El Transporte Urbano Comarcal es, junto con Bilbobus, la mejor red de transporte de España en cuanto a puntualidad, fiabilidad de la información y nivel de ocupación de los vehículos. Además, la red ha sido puntuada con un 7,8 sobre 10 en satisfacción de los usuarios. También posee la mayor línea de autobús eléctrico de la península ibérica, la línea 9.
Los autobuses son blancos, amarillos y verdes, que son los colores de la Mancomunidad de la Comarca de Pamplona. El nombre que reciben popularmente es el de "Villavesas" que proviene de "La Villavesa SA", la primera sociedad destinada al transporte de pasajeros interurbano que tenía su sede social en Villava, surgida a finales de los años veinte para finalmente disolverse en 1969. Este nombre hace que a personas que provengan de fuera de la Comunidad Foral de Navarra les resulte difícil entender a qué se refieren los habitantes.

## Presentación
La red del Transporte Urbano Comarcal está formada por 46 líneas operativas (24 diurnas, 16 nocturnas y 6 especiales) que se esparcen en un total de 531,6 km situados en un área de 314,04 km² y un total de 16 municipios de la Cuenca de Pamplona. En total, dan servicio a 547 paradas, de las cuales 400 son marquesinas y 103 poseen pantallas de información a tiempo real.
En comparación con las redes de otras ciudades parecidas en España, en general posee un mayor número de líneas que el resto de ciudades de su misma talla y, además, posee frecuencias mucho más elevadas, como, por ejemplo, Gijón (273 700 habitantes, 26 líneas: EMTUSA), Albacete (173 000 habitantes, 8 líneas: Autobuses Urbanos de Albacete), Burgos (175 000 habitantes, 32 líneas: Autobuses Urbanos de Burgos) o Almería (198 000 habitantes, 16 líneas: SURBUS). No obstante, en cuanto a tipos de transporte público, se queda por detrás de ciudades como San Sebastián (187 000 habitantes, 2 líneas: Metro de San Sebastián y 1 línea: Cercanías San Sebastián), Santa Cruz de Tenerife (207 000 habitantes, 2 líneas: Tranvía de Tenerife), Oviedo (219 000 habitantes, 9 líneas: Cercanías de Asturias ) o Granada (230 000 habitantes, 1 línea: Metro de Granada).
En cuanto al resto de ciudades europeas de la misma talla, queda largamente sobrepasada por ciudades como Charleroi (201 000 habitantes, 4 líneas: Metro de Charleroi), Ginebra (201 000 habitantes, 5 líneas: Tranvía de Ginebra y 6 líneas: Trolebús de Ginebra) o Kassel (197 000 habitantes, 8 líneas: Tranvía de Kassel y 3 líneas: RegioTram Kassel).

## Historia

### Cronología
- 1930: La Villavesa SA consigue las concesiones de las líneas de cercanías a Pamplona.[6]
- 1953: La Villavesa SA, a través de su filial Autobuses Pamplona SA, consigue la concesión del transporte urbano en la ciudad de Pamplona.[6]
- 1969: La Villavesa SA quiebra, dejando las líneas interurbanas y urbanas sin concesionaria.[7]
- 1970: la recién creada COTUP asume la concesión de las líneas urbanas de autobús en Pamplona y La Montañesa SA hace lo propio con las líneas interurbanas de la ya extinguida La Villavesa SA.[7]
- 1 de junio de 1998: el Parlamento Foral de Navarra aprueba las Leyes Forales 7/1998 y 8/1998 de Regulación del Transporte Público.[8]
- 1999: el Gobierno de Navarra aprueba el Plan de Transporte Urbano de la Comarca de Pamplona-Iruñerria y se reordenan y fusionan las redes existentes.[9]
- 30 de septiembre de 1999: la Mancomunidad de la Comarca de Pamplona da un plazo de seis meses a la COTUP y La Montañesa SA para fusionarse en una sola empresa.[10]
- 30 de marzo de 2000: la COTUP y La Montañesa SA no llegan a ningún acuerdo sobre el futuro de la concesión del Transporte Urbano Comarcal.[10]
- 6 de febrero de 2002: finalizan las concesiones de la COTUP y La Montañesa SA en el Transporte Urbano Comarcal.[10]
- 12 de septiembre de 2002: se adjudica la concesión del Transporte Urbano Comarcal a La Montañesa SA.[10]
- 2004: Veolia se hace con las acciones de La Montañesa SA y se convierte en la titular de la concesión.[11]
- 19 de abril de 2004: empieza una huelga indefinida por parte de los trabajadores de La Montañesa SA para pedir un nuevo convenio.[12]
- 30 de abril de 2004: el Gobierno de Navarra emite un "laudo arbitral de obligado cumplimiento", por el que pone fin a la huelga estableciendo la obligación de la realización de un nuevo convenio.[13]
- 14 de agosto de 2009: los autobuses del Transporte Urbano Comarcal admiten la Herritar Txartela/Tarjeta Ciudadana como medio de pago.[14]
- 2 de noviembre de 2009: la empresa Transports Ciutat Comtal (TCC) consigue la concesión del Transporte Urbano Comarcal frente a La Montañesa SA por 10 años[15]
- 28 de diciembre de 2009: el Gobierno de Navarra aprueba el II Plan de Transporte Urbano de la Comarca de Pamplona-Iruñerria.[16]
- 30 de marzo de 2010: la Mancomunidad instala 39 pantallas de información a tiempo real en algunas marquesinas de la red.[17]
- 1 de agosto de 2011: comienza una prueba piloto con la Pilavesa, un autobús 100% eléctrico desarrollado por Foton Motor.[18]
- 26 de abril de 2012: se pone en marcha un segundo autobús eléctrico Pilavesa en la red del Transporte Urbano Comarcal.[19]
- 12 de diciembre de 2012: se instalan en todas las paradas del Transporte Urbano Comarcal unos códigos QR para conocer la información en tiempo real de todas las líneas.[20]
- 30 de mayo de 2013: los trabajadores de TCC realizan una huelga que se salda con 13 autobuses dañados por actos vandálicos.[21]
- 19 de noviembre de 2013: inician una serie de paros parciales los días 19, 21, 26 y 28 del mismo mes por parte de los trabajadores de TCC.[22]
- 9 de diciembre de 2013: se vuelven a convocar paros parciales para los días 9, 10, 11 y 13 de diciembre por parte de los trabajadores de TCC.[23]
- 16 de diciembre de 2013: los trabajadores de TCC inician una huelga indefinida.[24]
- 8 de enero de 2014: los trabajadores de TCC firman un acuerdo con la empresa mediante el cual ponen fin a la huelga indefinida[25]
- 1 de marzo de 2015: entra en vigor un nuevo bono social en las tarifas de la red, la tarifa F.[26]
- 12 de junio de 2015: entran en vigor los Abonos 30 días de la Mancomunidad.[27]
- 2 de julio de 2015: se incorporan a la flota del Transporte Urbano Comarcal los primeros 4 autobuses híbridos. [28]
- 15 de octubre de 2015: se crea la iniciativa KulturBus en la línea 4, que promociona la cultura en la Cuenca de Pamplona al conectar el Auditorio de Barañáin, Baluarte, el Teatro Gayarre y el Centro de Arte Contemporáneo de Huarte.[29]
- 16 de diciembre de 2016: los trabajadores de TCC realizaron una serie de paros parciales durante este día.[30]
- 20 de diciembre de 2016: la Mancomunidad inicia una prueba con un autobús de biogás, llamado biobus, propulsado por biometano procedente de la EDAR de Arazuri.[31]
- 2 de marzo de 2017: se suma otro autobús de biogás a la prueba iniciada por la MCP.[32]
- 4 de septiembre de 2017: entra en funcionamiento el Plan de Amabilización del Centro de Pamplona, por el que se modificó el recorrido por el centro de varias líneas.[33]
- 6 de noviembre de 2017: se crea una nueva línea para dar servicio al Aeropuerto de Pamplona, la línea A.[34]
- 2 de marzo de 2018: se inaugura un aparcamiento disuasorio en la zona de Trinitarios.[35]
- 25 de abril de 2018: la Mancomunidad pone en servicio una tarifa gratuita para los usuarios del Transporte Urbano Comarcal que utilicen el aparcamiento de Trinitarios.[36]
- 30 de enero de 2019: dentro del plan de renovación tecnológica del servicio TUC se incorpora la conexión Wifi gratuita en los autobuses de la línea 18.[37]
- 22 de marzo de 2019: se sustituyen los autobuses de la línea 9 por seis nuevos autobuses 100% eléctricos y se convierte en la mayor línea eléctrica de la península ibérica.[38]
- 1 de agosto de 2019: se suprime la línea A debido a su bajo uso.[39]
- 17 de septiembre de 2019: la Mancomunidad pone en servicio una aplicación móvil que permite a los usuarios recargar sus abonos mediante pago electrónico y tecnología NFC.[40]
- 4 de febrero de 2020: La Mancomunidad de la Comarca de Pamplona da a conocer el proyecto para la nueva red del servicio nocturno, la cual pasará a atender la práctica totalidad de las paradas de la red diurna, pudiendo llegar a duplicar el número de líneas nocturnas. [41]
- 8 de febrero de 2020: EHG/TUC supera por primera vez en su historia los 40 millones de viajeros (2019: 40,6 millones), con un incremento de viajeros en todas las líneas de "Villavesas", con un incremento de 1.631.491 viajeros y un 4,3% de crecimiento.
- marzo de 2020: debido al COVID-19 la MCP toma una serie de medidas de adaptación a la nueva situación sanitaria. Las medidas consisten en la disminución de frecuencias, empleo preferente de autobuses articulados para permitir mayor distancia entre pasajeros y la suspensión temporal de la línea 24 hasta nuevo aviso por la suspensión del mercadillo de Landaben.[42]
- 1 de octubre de 2021: quedan sin efecto todas las restricciones derivadas de la pandemia de COVID-19, por lo que se restauran todos los servicios y frecuencias previas y se permite el 100% de ocupación en las villavesas.[43]
- 17 de febrero de 2022: restablecimiento del servicio habitual de las líneas nocturnas del EHG/TUC.[44]
- 8 de marzo de 2022: comienza la prueba piloto de paradas a demanda para mujeres durante el servicio nocturno de la línea N10.[45]
- 1 de julio de 2022: se presentan 13 nuevos autobuses propulsados por gas natural de origen renovable, dando comienzo al proceso de abandono definitivo de combustibles fósiles, en particular el diésel.[46]
- 1 de marzo de 2023: la Mancomunidad pone en servicio la posibilidad de recarga de la tarjeta TUC a través de la APP 'Recarga TUC' y de la web del mismo nombre.[47]
- 3 de noviembre de 2023: la actual empresa concesionaria del Transporte Urbano Comarcal, la empresa TCC, resulta adjudicataria del servicio para los próximos 10 años. En esta nueva concesión se incluyen el aumento de líneas y frecuencias, el rediseño completo de la red nocturna y las nuevas instalaciones o cocheras para los autobuses.[48][49]
- 12 de febrero de 2024: Se presentan 9 nuevas villavesas eléctricas modelo Irizar ie Tram que se añaden junto con la ya presentada en septiembre y se retiran los 5 autobuses de más antigüedad.
- 27 de junio de 2024: Se presentan 10 nuevas villavesas modelo Irizar ie Tram con la posterior retirada de los más antiguos para más adelante.
- 12 de agosto de 2024: La mancomunidad crea 2 nuevas líneas especiales para atender mejor el servicio los dias de partido que se suman a las 2 ya existentes.
- 2 de septiembre de 2024: Se anuncia la creación de 6 nuevas líneas nocturnas y la mejora de horarios y paradas en las ya existentes, además de la ampliación de la línea 19 hasta Burlada y la creación de una nueva parada de la línea 23 en el colegio Irabia-Izaga (cerca de Cordovilla).
- 6 de septiembre de 2024:Se realiza la mayor actualización de la app tu villavesa desde 2012.
- 9 de octubre de 2024:Se presentan 6 nuevas villavesas de gas en las cocheras del TUC.
- 14 de febrero de 2025:Se anuncian posibles paros y huelgas en el servicio para reclamar mejoras de las condiciones laborales y de la plantilla.
- 6 de julio de 2025:Se ponen en funcionamiento 10 nuevos autobuses rígidos de gas marca scania y se sucede una huelga del servicio durante sanfermines.

### Antecedentes

#### Compañía del Ferrocarril de Zaragoza a Pamplona: primer transporte público
En 1860, abrió la primera línea de ferrocarril de Navarra, de la entonces Compañía del Ferrocarril de Zaragoza a Pamplona. Unía la estación de Estación de Pamplona, entonces tan solo estación de Pamplona, con Caparroso, en la Zona Media. Un año después, en 1861, se prolongó esta línea hasta la estación de Tudela, hoy Tudela de Navarra. Ese mismo año la línea llegó hasta Casetas, en Zaragoza, donde se conectó a la línea de Madrid-Puerta de Atocha a Barcelona-Estación de Francia. Más tarde, en 1864 se amplió dicha línea al norte, hasta Irurzun, llegando a Alsasua en 1865. Esta fue la primera red de transporte público de la Comunidad Foral de Navarra.

#### Ferrocarriles del Plazaola y el Irati: primera red de tranvía y cercanías
El 23 de abril de 1911, entró en servicio el Ferrocarril Pamplona-Sangüesa, más conocido como "el Irati". Unía Pamplona con Sangüesa, pasando por Aoiz. En el interior de Pamplona, tenía un servicio de tranvía, lo cual lo convierte en la primera y única red de tranvía de Navarra. De tipo tranvía por las estaciones de Pamplona-Norte o Pamplona-Empalme, Pamplona-Taconera, Pamplona-Sarasate, Pamplona-Cocheras, Burlada, Villava y Huarte de Pamplona, el tren se dirigía después hacia las estaciones de Egüés, Ibiricu, Mendióroz-Uroz, Lizoáin, Urroz-Villa y Liberri, antes de llegar al empalme de Aoiz y proseguir hacia la mencionada Aoiz o hacia Sangüesa. Esto hace que sea también considerado el primer tren-tram de la península ibérica
El 19 de enero de 1914, se inauguró el Ferrocarril Pamplona-San Sebastián, más conocido como "el Plazaola". Unía las ciudades de Pamplona y San Sebastián y supondría un paso más adelante en la creación de una red de transporte público en Cuenca de Pamplona. El tren, que tenía parada en Pamplona-Ciudad, Pamplona-Empalme, Ainzoain, Berriosuso, Cheiza, Sarasa, Erice de Iza, Sarasate, Gulina y Aizcorba antes de llegar a Irurzun podría asimilarse, junto al ferrocarril "el Irati", a una red moderna de tren de cercanías, al conectar los núcleos urbanos del norte de Cuenca de Pamplona con la capital, conectándolos además con los del este, mediante el ferrocarril del Irati.
El nombre oficial de la época de las estaciones está en grande, siendo el pequeño entre paréntesis el actual.

#### La Villavesa SAy las primeras sociedades a motor
En el año 1915, la empresa La Montañesa SA, encargada de realizar a caballo el recorrido entre Pamplona y Valcarlos, pasando por Zubiri, Linzoáin, Burguete y Roncesvalles, compra el primer autobús, como lo conoceríamos nosotros actualmente, cuya matrícula fue NA-101, el primer vehículo a motor de Navarra. Después, surgieron otras empresas similares, entre ellas La Villavesa SA en el año 1927. Nacida para competir contra el ferrocarril del "Irati", su labor fue la de unir los pueblos de la comarca con la capital, empezando por Villava, de ahí el nombre. Todos sus autobuses, iniciales y posteriores, fueron de la marca Unic, actual Iveco, dado que uno de los promotores, Nazario Unanua, era agente para Navarra de la marca. El nombre de "villavesa", pese a estar desaparecida la empresa, sigue utilizándose como sinónimo de autobús urbano por parte de los habitantes de la comarca.
No fue hasta 1930 cuando se expidieron las primeras concesiones de rutas de autobús, como la Pamplona-Burlada, la Pamplona-Villava o la Pamplona-Zizur, ampliándose la primera hasta Huarte. El auge del autobús como medio de transporte y la posguerra hicieron suficiente daño a los ferrocarriles Irati y Plazaola que, en 1955 y 1953, respectivamente, fueron desmantelados.

### Inicios del Transporte Urbano en la comarca

#### Autobuses Pamplona: primera red de transporte urbano
En el año 1953, La Villavesa SA, a través de su filial Autobuses Pamplona, obtiene la concesión para el servicio de transporte urbano en la ciudad de Pamplona. Entre los servicios de los que disponía estaban las rutas a Echavacóiz, Zizur Mayor, Villava o Ansoáin. Dado que el primer semáforo de la ciudad se instaló en 1956 y que no había ni pasos de peatones, sumado al escaso parque de vehículos de entonces, hizo que la puntualidad del servicio fuese muy buena y el tráfico fluido. Los autobuses eran verdes, de tipo ómnibus, donde había dos trabajadores: el conductor y el vendedor de billetes. Además, solía haber un tercero, el revisor. Era obligatorio circular con las ventanillas bajadas, puesto que, de lo contrario, el aire se volvería irrespirable. Estaba permitido fumar y, cuando el vehículo estaba arrancado pero parado, el motor vibraba mucho, con un ruido ensordecedor, que recuerdan los más nostálgicos.

#### COTUP yLa Montañesa SA: fin deLa Villavesa SA
En el año 1969, debido a la crisis financiera de Autobuses Pamplona y, en consecuencia, de La Villavesa SA, ambas empresas desaparecieron, cediendo las rutas interurbanas a La Montañesa SA y las urbanas a la recién creada Cooperativa de Transporte Urbano de Pamplona o COTUP. Esta cooperativa estaba inicialmente compuesta por 97 trabajadores, la mayoría provenientes de Autobuses Pamplona, que decidieron tomar las riendas de las conocidas como "villavesas" para que pudieran seguir funcionando.
Las líneas urbanas de la entonces estrenada COTUP radiaban en la entonces Plaza de la Argentina, hoy en día Plaza del Vínculo, a una manzana del Paseo Pablo Sarasate, en el Primer Ensanche de Pamplona. Así estaban distribuidas en 1989:
| Línea | Nombre                       | Inicio              | Recorrido | Fin                 | Paradas | Frecuencia | Frecuencia | Pasajeros |
| Línea | Nombre                       | Inicio              | Recorrido | Fin                 | Paradas | Lectivos   | Festivos   | Pasajeros |
| ----- | ---------------------------- | ------------------- | --- | ------------------- | ------- | ---------- | ---------- | --------- |
| 1     | Universidad                  | Universidad Privada | Avenida Pio XII · Plaza Argentina · Avenida Carlos III | Conde Rodezno       | 8       | 20'        | 40'        | 625 811   |
| 2     | Echavacóiz-Iturrama          | Echavacóiz          | Grupo Urdánoz · Avenida Pio XII · Plaza Argentina · Avenida Sancho el Fuerte · Calle Iturrama                                                                              | Iturrama            | 19      | 12'        | 20'        | 2 063 592 |
| 3     | San Pedro                    | Argentina           | Plaza Argentina · Calle Bernardino Tirapu · Avenida Celayeta · Calle San Cristóbal · Cuesta Labrit · Plaza Argentina                                                       | Argentina           | 18      | 6'         | 8'         | 2 822 232 |
| 4     | Hospital                     | Argentina           | Plaza Argentina · Avenida Pio XII · Calle Irunlarrea | Hospital            | 10      | 7'         | 7'         | 2 360 229 |
| 5     | Milagrosa-Chantrea           | Milagrosa           | Calle Sadar · Avenida Zaragoza · Plaza Argentina · Cuesta Labrit · Calle San Cristóbal                                                                                     | Chantrea            | 20      | 7          | 10'        | 2 420 761 |
| 6     | Rochapea-Santa María La Real | Rochapea            | Calle Bernardino Tirapu · Calle Mayor · Plaza Argentina · Avenida Carlos III · Calle Sangüesa                                                                              | Santa María La Real | 22      | 15'        | 30'        | 1 280 155 |
| 7     | Chantrea-Vistabella          | Chantrea            | Calle Ezcaba · Calle San Cristóbal · Avenida Villava · Avenida Celayeta · Avenida San Jorge · Avenida Barañáin                                                             | Vistabella          | 18      | 20'        | 20'        | 2 182 748 |
| 8     | San Juan                     | Argentina           | Plaza Argentina · Avenida Bayona · Calle Monasterio Irache | San Juan            | 7       | 8'         | 11'        | 1 457 507 |
| 9     | San Jorge                    | Argentina           | Plaza Argentina · Avenida Bayona · Avenida Navarra · Avenida San Jorge | San Jorge           | 10      | 6'         | 12'        | 2 045 014 |
| 10    | Ermitagaña-Beloso            | Ermitagaña          | Calle Ermitagaña · Avenida Bayona · Plaza Argentina · Avenida Baja Navarra · Calle Beloso • Calle Fuente de la Teja                                                        | Beloso • Lezcairu   | 15      | 30' • 60'  | 30' • 60'  | 849 753   |
| 20    | Nocturno                     | Chantrea            | Avenida Navarra . Monasterio la Oliva . Avenida Bayona . Navas de Tolosa . Calle Estella . Bajada de Labrit . San Cristóbal . Av Villava . Marcelo Celayeta . Av San Jorge | San Jorge           | 8       | 20'        | 20'        | 65 980    |
| 21    | Santa Lucía                  | Argentina           | Plaza Argentina · Avenida Bayona · Calle Monasterio Irache · Avenida Navarra · Carretera Echauri                                                                           | Santa Lucía         | 8       | 3 al día   | 60'        | 151 669   |

En el año 1990, se amplió la línea 1 desde Conde Rodezno hasta Universidad Pública. Además, se separó la línea 5 en dos distintas: la 5 y la 11. En 1993 se creó la línea 12, reduciendo la distancia de la línea 10. En 1995, se dividió la línea 10 en dos distintas: la 10 y la 13. Así quedaron las líneas de la COTUP en 1995:
| Línea | Nombre                   | Inicio              | Recorrido | Fin                 | Paradas | Frecuencia | Frecuencia  | Pasajeros |
| Línea | Nombre                   | Inicio              | Recorrido | Fin                 | Paradas | Lectivos   | Festivos    | Pasajeros |
| ----- | ------------------------ | ------------------- | --- | ------------------- | ------- | ---------- | ----------- | --------- |
| 1     | Universidades            | Universidad Privada | Avenida Pio XII · Plaza Argentina · Avenida Carlos III · Calle Tajonar                                                                                                | Universidad Pública | 15      | 20'        | 60'         | 764 683   |
| 2     | Echavacóiz-Iturrama      | Echavacóiz          | Grupo Urdánoz · Avenida Pio XII · Plaza Argentina · Avenida Sancho el Fuerte · Calle Iturrama                                                                         | Iturrama            | 24      | 10'        | 20'         | 2 007 752 |
| 3     | San Pedro                | Argentina           | Plaza Argentina · Calle Bernardino Tirapu · Avenida Celayeta · Avenida Villava · Cuesta Labrit · Plaza Argentina                                                      | San Pedro           | 20      | 10'        | 17'         | 2 766 299 |
| 4     | Hospitales               | Argentina           | Plaza Argentina · Avenida Pio XII · Calle Irunlarrea | Hospital            | 15      | 11'        | 15'         | 2 836 077 |
| 5     | Orvina 1 y 3-Universidad | Orvina 1 y 3        | Calle San Cristóbal · Cuesta Labrit · Plaza Argentina · Avenida Zaragoza · Calle Sadar · Calle Cataluña                                                               | Universidad Pública | 22      | 11'        | 15'         | 2 127 788 |
| 6     | Rochapea-Universidad     | Rochapea            | Calle Bernardino Tirapu · Calle Mayor · Plaza Argentina · Avenida Carlos III · Calle Sangüesa · Calle Gayarre                                                         | Universidad Pública | 20      | 15'        | 20'         | 1 840 025 |
| 7     | Chantrea-Límite Barañain | Chantrea            | Calle Ezcaba · Calle San Cristóbal · Avenida Villava · Avenida Celayeta · Avenida San Jorge · Avenida Barañáin                                                        | Barañáin            | 20      | 12'        | 20'         | 2 351 946 |
| 8     | San Jorge                | Argentina           | Plaza Argentina · Avenida Bayona · Calle Monasterio Irache · Avenida Navarra                                                                                          | San Jorge           | 11      | 10'        | 13'         | 1 539 268 |
| 9     | RENFE-Universidad        | San Jorge           | Avenida San Jorge · Avenida Bayona · Plaza Argentina · Avenida Carlos III · Calle Tajonar                                                                             | Universidad Pública | 20      | 20'        | 18'         | 1 365 246 |
| 10    | San Jorge-San Miguel     | Ermitagaña          | Avenida Navarra · Avenida Bayona · Plaza Argentina · Avenida Baja Navarra · Calle Beloso                                                                              | Beloso              | 17      | 20'        | 30'         | 574 997   |
| 11    | Orvina 2-Universidad     | Orvina 2            | Calle Canal · Cuesta Labrit · Plaza Argentina · Avenida Zaragoza · Calle Sadar · Calle Cataluña                                                                       | Universidad Pública | 22      | 15'        | 15'         | 1 400 588 |
| 12    | Mendillorri              | Ermitagaña          | Calle Ermitagaña · Avenida Bayona · Plaza Argentina · Avenida Baja Navarra · Calle Amocáin · Calle Gorráiz                                                            | Mendillorri         | 17      | 12'        | 20'         | 2 032 037 |
| 13    | San Jorge-Lezcairu       | San Jorge           | Avenida Navarra · Avenida Bayona · Plaza Argentina · Avenida Baja Navarra · Calle Fuente de la Teja                                                                   | Lezcairu            | 17      | 20'        | 30'         | -         |
| 20    | Nocturno                 | Chantrea            | Av Navarra . Monasterio la Oliva . Avenida Bayona . Navas de Tolosa . Calle Estella . Bajada de Labrit . San Cristóbal . Av Villava . Marcelo Celayeta . Av San Jorge | San Jorge           | 27      | 20'        | 20'         | 55 367    |
| 21    | Landaben                 | Argentina           | Plaza Argentina · Avenida Bayona · Calle Monasterio Irache · Avenida Navarra · Carretera Echauri · Landaben                                                           | Landaben • S. Lucía | 11      | - • 3/día  | 60' • 3/día | 26 450    |

En cuanto a La Montañesa SA, encargada de las líneas interurbanas de la comarca junto con La Pamplonesa SA y Autocares Río Irati SA, tenía en total 13 líneas denominadas "de cercanías a Pamplona". Así estaban distribuidas:
| Línea | Nombre                                  | Empresa                | Inicio    | Recorrido                                                                   | Fin      | Frecuencia | Frecuencia | Pasajeros | Pasajeros | Pasajeros |
| Línea | Nombre                                  | Empresa                | Inicio    | Recorrido                                                                   | Fin      | Lectivos   | Festivos   | 1987      | 1988      | 1995      |
| ----- | --------------------------------------- | ---------------------- | --------- | --------------------------------------------------------------------------- | -------- | ---------- | ---------- | --------- | --------- | --------- |
| L1    | Añorbe - Pamplona                       | La Montañesa SA        | Añorbe    | Añorbe · Tirapu · Úcar · Campanas · Tiebas · Noáin · Autobuses              | Pamplona | -          | -          | -         | -         | -         |
| L2    | Potasas - Pamplona                      | La Montañesa SA        | Potasas   | Potasas · Beriáin · Noáin · Autobuses                                       | Pamplona | 30'        | 60'        | -         | 111 325   | 734 000   |
| L3    | Huarte - Pamplona                       | La Montañesa SA        | Huarte    | Huarte · Villava · Burlada · Blanca de Navarra                              | Pamplona | 20'        | 40'        | 262 997   | 249 774   | 3 151 000 |
| L4    | Villava - Pamplona                      | La Montañesa SA        | Villava   | Villava · Burlada · Blanca de Navarra                                       | Pamplona | 10'        | 20'        | 262 997   | 249 774   | 3 151 000 |
| L5    | Olaz - Pamplona                         | La Montañesa SA        | Olaz      | Olaz · Villava · Burlada · Blanca de Navarra                                | Pamplona | 50'        | 90'        | 262 997   | 249 774   | 3 151 000 |
| L6    | Gorraiz - Pamplona                      | La Montañesa SA        | Gorraiz   | Gorraiz · Olaz · Mendillorri · Blanca de Navarra                            | Pamplona | -          | -          | 262 997   | 249 774   | 3 151 000 |
| L7    | Oricáin - Pamplona                      | La Montañesa SA        | Oricáin   | Oricáin · Arre · Villava · Burlada · Blanca de Navarra                      | Pamplona | -          | -          | -         | -         | -         |
| L8    | Mutilva - Pamplona                      | La Montañesa SA        | Mutilva   | Mutilva · Blanca de Navarra                                                 | Pamplona | 90'        | 90'        | -         | -         | -         |
| L9    | Barañain - Pamplona                     | La Montañesa SA        | Barañáin  | Barañáin · Yanguas y Miranda                                                | Pamplona | 10'        | 20'        | 123 345   | 128 407   | 1 534 000 |
| L10   | Berriozar - Pamplona                    | La Montañesa SA        | Berriozar | Berriozar · Yanguas y Miranda                                               | Pamplona | 20'        | 30'        | 85 621    | 88 536    | 964 000   |
| L11   | Zizur Mayor - Pamplona                  | La Montañesa SA        | Zizur     | Urbanización · Zizur Mayor · Yanguas y Miranda                              | Pamplona | 15'        | 40'        | 31 640    | 33 512    | 885 000   |
| L12   | Munárriz - Echauri - Orcoyen - Pamplona | La Pamplonesa SA       | Munárriz  | Munárriz · Aizpún · Ollo · Asiáin · Echauri · Ororbia · Orcoyen · Autobuses | Pamplona | -          | -          | -         | -         | -         |
| L13   | Clínica Elcano - Pamplona               | Autocares Río Irati SA | Elcano    | Clínica · Elcano · Ibiricu · Egüés · Alzuza · Olaz · Autobuses              | Pamplona | -          | -          | -         | -         | -         |

### Creación y unificación del Transporte Urbano Comarcal
En el año 1990, se aprobó la Ley 16/1987, de Ordenación de los Transportes Terrestres, a la que le siguieron la Ley Foral 7/1998, de Regulación del Transporte Público por Carretera, y la Ley Foral 8/1998, de Regulación del Transporte Regular de Viajeros en la Comarca de Pamplona. La primera establecía que todas las concesiones debían ser unificadas, bajo una nueva concesión. La segunda, atribuía las competencias en transporte a la Mancomunidad de la Comarca de Pamplona, confirmadas por el Plan de Transporte Urbano de la Comarca de Pamplona-Iruñerria de 1999, realizado por el Gobierno de Navarra.
Así quedó la red del Transporte Urbano Comarcal tras la unificación:
| Línea      | Línea | Inicio            | Recorrido | Fin                    | Paradas | Frecuencia | Frecuencia | Frecuencia |
| 1995       | 2000  | Inicio            | Recorrido | Fin                    | Paradas | Laborables | Sábados    | Festivos   |
| ---------- | ----- | ----------------- | --- | ---------------------- | ------- | ---------- | ---------- | ---------- |
| 1          | 1     | Cizur Menor       | Carretera Zizur · Avenida Pio XII · Sarasate/Ejército · Plaza Merindades · Calle Amaya/Calle Caballero · Calle Tajonar                       | Universidad Pública    | 16      | 20'        | 30' - 60'  | 60'        |
| 2          | 2     | Cortes de Navarra | Calle Cortes de Navarra · Plaza Merindades · Avenida Sancho el Fuerte/Calle Abejeras · Calle Iturrama · Avenida Pio XII · Grupo Urdánoz      | Echavacóiz             | 16      | 10' - 12'  | 12' - 15'  | 15' - 20'  |
| 3          | 3     | Paseo Sarasate    | Paseo Sarasate · Calle Taconera · Avenida Guipúzcoa · Avenida Celayeta · Avenida Villava · Cuesta Labrit · Plaza Merindades · Paseo Sarasate | Paseo Sarasate         | 23      | 10' - 12'  | 10' - 12'  | 12' - 15'  |
| 4 L3 L4 L9 | 4     | Barañáin          | Avenida Eulza · Avenida Central · Avenida Barañáin · Avenida Pio XII · Sarasate/Ejército · Avenida Baja Navarra · Calle Mayor · (Zubiarte)   | Villava / Huarte       | 26      | 6' - 8'    | 10'        | 12' - 15'  |
| 5          | 5     | Orvina 1 y 3      | Calle Ezcaba · Calle San Cristóbal · Cuesta Labrit · Plaza Merindades · Avenida Zaragoza · Calle Buenaventura Iñiguez · Calle Esquíroz       | Universidad de Navarra | 17      | 15'        | 20'        | 20'        |
| 6          | 6     | Rochapea          | Calle Bernardino Tirapu · Calle Mayor · Plaza Merindades · Calle Amaya/Calle Caballero · Calle Sangüesa/Tajonar                              | Universidad Pública    | 20      | 15'        | 15'        | 20'        |
| 7          | 7     | Chantrea          | Calle Ezcaba · Calle San Cristóbal · Avenida Villava · Avenida Celayeta · Avenida San Jorge · Avenida Barañáin                               | Barañáin               | 33      | 10' - 12'  | 15'        | 15' - 20'  |
| 8          | 8     | Blanca de Navarra | Plaza Blanca de Navarra · Plaza Merindades · Sarasate/Ejército · Avenida Bayona · Calle Monasterio Oliva · Paseo Santa Lucía                 | Buztintxuri            | 11      | 12' - 15'  | 15'        | 20'        |
| 9          | 9     | San Jorge         | Avenida San Jorge · Avenida Bayona · Sarasate/Ejército · Plaza Merindades · Calle Amaya/Calle Caballero · Calle Tajonar                      | Universidad Pública    | 16      | 12'        | 15'        | 20'        |
| 10         | 10    | Beloso Alto       | Avenida Baja Navarra · Plaza Merindades · Sarasate/Yanguas · Avenida Bayona · Calle Monasterio Irache · Carretera Echauri                    | Orcoyen                | 16      | 30'        | 35'        | 35'        |
| 11         | 11    | Ezcaba            | Calle Canal · Calle Adoain/Calle Tarazona · Cuesta Labrit · Plaza Merindades · Avenida Zaragoza · Calle Sadar · Vial a Galaria               | Galaria                | 22      | 15'        | 20'        | 20'        |
| 12         | 12    | Ermitagaña        | Calle Ermitagaña · Avenida Bayona · Plaza Argentina · Avenida Baja Navarra · Calle Amocáin · Calle Gorráiz                                   | Mendillorri            | 17      | 10' - 12'  | 15'        | 20'        |
| 13 21      | 13    | Landaben          | Avenida Baja Navarra · Plaza Merindades · Sarasate/Yanguas · Avenida Bayona · Calle Monasterio Irache · Avenida Navarra                      | Lezcairu               | 13      | 60'        | 60'        | 60'        |
|            | 14    | Merindades        | Plaza Merindades · Avenida Carlos III · Cuesta Santo Domingo · Calle Río Arga · Calle Artica · (Carretera Artica)                            | Rochapea / Artica      | 1       | 30'        | 30'        | 30'        |
| L11        | 15    | Paseo Sarasate    | Sarasate/Ejército · Avenida Pio XII · Avenida Aróstegui · Calle Belascoáin · Ronda San Cristóbal                                             | Zizur Mayor            | 15      | 20'        | 20'        | 30'        |
| L2 L10     | 16    | Berriozar         | Avenida Guipúzcoa · Calle Taconera · Avenida Zaragoza · Carretera Zaragoza · Calle Real · Avenida Pamplona                                   | Beriáin                | 25      | 12' - 15'  | 15'        | 20'        |
| L8         | 17    | Mutilva           | Paseo Ibaialde · Avenida Pamplona · Calle San Saturnino · Carretera Mutilva · Calle Amaya/Calle Caballero · Avenida Guipúzcoa                | Nuevo Artica           | 23      | 20'        | 20' - 40'  | 40'        |
|            | 18    | Merindades        | Avenida Baja Navarra · Carretera Sarriguren · Avenida Reyno de Navarra                                                                       | Sarriguren             | 10      | 15'        | 15'        | 20'        |
|            | 19    | Barañáin          | Avenida Central · Calle Irunlarrea · Avenida Sancho el Fuerte · Calle Iturrama · Calle Monte Monjardin                                       | Monjardin              | 21      | 15'        | 15'        | 20'        |
| L5 L6      | 20    | Príncipe de Viana | Avenida Baja Navarra · Plaza Merindades · Carretera Sarriguren · Carretera Huarte · Avenida Egues / Camino Ardanaz                           | Gorraiz                | 22      | 20'        | 30'        | 30'        |
|            | 21    | Plaza de la Paz   | Calle Yanguas · Avenida Bayona · Avenida Barañáin · Avenida Navarra · Carretera Zaragoza                                                     | Aeropuerto             | 8       | 30'        | 30'        | 30'        |

Aprobado por la mancomunidad el 30 de septiembre de 1999, se dio un plazo de seis meses a la COTUP y a La Montañesa SA para que se fusionasen en una sola empresa. Al no conseguirlo, se esperó hasta el 6 de febrero de 2002 para que finalizasen ambas concesiones y poder celebrar un concurso cerrado para determinar cuál de las dos empresas se quedaría con el servicio. Así pues, el 12 de septiembre de 2002 se adjudicó el contrato único a favor de La Montañesa SA, que empezó en diciembre del mismo año a trabajar con toda la red unificada. Después de eso, La Montañesa SA absorbió a la COTUP, por lo que toda la plantilla pasó a formar parte de La Montañesa SA.
En el año 2004, Veolia, compró el total de las acciones de La Montañesa SA, integrándola en su empresa y convirtiéndose en la titular de la concesión.

#### Huelga indefinida de 2004
El 19 de abril de 2004, un conflicto entre los trabajadores y la dirección de La Montañesa SA por la realización de un nuevo convenio desembocó en un paro general indefinido que dejó entonces a más de 85 000 viajeros diarios sin ningún autobús circulando por sus calles. La empresa, por su parte, expedientó a más de cincuenta trabajadores por no cumplir los servicios mínimos y denunció sabotajes violentos. Asimismo, presentó una demanda en el Juzgado de lo Social para que declarase ilegal la huelga. Del lado de los trabajadores, tras la revelación por parte de Luis Ibero de los contactos mantenidos con la empresa CTSA, filial de la empresa FCC, Fomento de Construcciones y Contratas SA, para que esta asumiese la concesión del Transporte Urbano Comarcal, consideran que impide cualquier negociación para parar la protesta.
El resultado del paro indefinido fue que una semana después, el 26 de abril de 2004, el Gobierno de Navarra impuso un arbitraje obligatorio como solución, que se emitió el 30 de abril del mismo año. El laudo arbitral contenía el convenio colectivo que se ampliaría para los trabajadores de la empresa La Montañesa SA.
Tras la huelga la empresa dictaminó que había perdido 51 000€ diarios por el paro, es decir, 357 000€ en todo el episodio de la huelga, sin contar el descenso posterior de pasajeros. Entonces, Connex, propietaria de Veolia que, a su vez, es propietaria de La Montañesa SA, impuso una reclamación a la Mancomunidad de la Comarca de Pamplona pidiendo más de 3 000 000€ por las pérdidas sufridas por el laudo y la posterior bajada en el número de viajeros. El entonces presidente de la mancomunidad, Luis Ibero, propuso entonces una compensación de 770 736€ por la pérdida, según ellos, de 1,8 millones de viajeros por la repercusión de la huelga. No obstante, en junio de 2006, la asamblea mancomunada votó en contra del pago de dicha compensación. La empresa recurrió esta decisión a los tribunales, pero estos concluyeron en marzo de 2008 que en el pliego de condiciones por el que se le concedió a La Montañesa SA la concesión del servicio, no existía ninguna cláusula que contemplase ninguna compensación por descenso de viajeros o desequilibrio económico.

#### Proyecto de tranvía ometro ligero
El proyecto de tranvía en Cuenca de Pamplona fue una iniciativa propuesta por los principales partidos políticos de la capital que llegó a ser estudiada por el Departamento de Obras Públicas, Transportes y Comunicaciones del Gobierno de Navarra con el objetivo de aumentar el porcentaje de uso del transporte público en los desplazamientos dentro del Área metropolitana de Pamplona, y de paliar los problemas de tráfico que sufren algunas de las principales avenidas de la capital de la Comunidad Foral de Navarra, mediante la construcción de una red de tranvía o metro ligero.
El gobierno foral encargó un estudio de viabilidad, que concluyó afirmado que la propuesta de implantar el tranvía en la Cuenca de Pamplona cuenta con «muchas posibilidades de éxito». El estudio trazó dos líneas, una de este a oeste y otra de norte a sur, que atravesarían los principales núcleos de población del área metropolitana. Así mismo, se planteó la posibilidad de crear una tercera línea radial que serviría para conectar las dos líneas principales. Se estimó que el presupuesto de las obras sería superior a los 120 millones de euros, y que la longitud total de las dos primeras líneas sería de unos 25 kilómetros.
En el mismo estudio aparecía la posibilidad de que la línea norte - sur se soterrase en el centro de Pamplona, pasando por debajo del Casco Antiguo por un túnel que conectaría el barrio de Rochapea con la estación de autobuses.
El proyecto de tranvía fue uno de los temas en el que los principales partidos políticos estuvieron de acuerdo en las elecciones municipales de 2007.
El Gobierno de Navarra consideró en un primer momento que no tenía los datos técnicos suficientes para decidir si promovía la red de tranvía en la Cuenca de Pamplona, mientras que el presidente de la Mancomunidad de la Comarca de Pamplona, el socialista Javier Torrens, consideró que el tranvía serviría para consolidar el transporte público frente al privado.
El 5 de junio de 2008, el Gobierno de Navarra anunció su decisión de rechazar la instalación de una red de tranvía en el Área metropolitana de Pamplona debido a lo que consideró un alto volumen de inversión, estimado en 700 millones de euros, y al impacto urbanístico que tendría su construcción para la ciudad. El Gobierno Foral anunció que estaba estudiando alternativas más económicas y sencillas de realizar como instalar carriles bus por las principales avenidas.

### Concesión aTransports Ciutat Comtal
El 2 de noviembre de 2009, se adjudicó la concesión del Transporte Urbano Comarcal a la empresa Transports Ciutat Comtal, abreviado TCC, que es una compañía filial de Moventis por una duración de 10 años.
El 28 de diciembre de ese mismo año, debido al II Plan de Transportes de la Comarca de Pamplona, la red se expandió a las localidades de Berrioplano, Berriosuso y Olloqui con la creación de nuevas líneas y la extensión de otras. También se procedió a la sustitución del medio de pago, la implantación de un Sistema de Ayuda a la Explotación y la renovación del mobiliario urbano (marquesinas y postes de parada). Con esta última renovación, la Mancomunidad introdujo las pantallas con información a tiempo real, que también se puede consultar en la aplicación Tu Villavesa.
Por otro lado, en mayo del 2010, la Mancomunidad de la Comarca de Pamplona, en un acuerdo con la multinacional Google, anexionó el Transporte Urbano Comarcal al servicio de información de horarios de Google Maps. Google Transit, que es así como se llama el servicio, ayuda al usuario a buscar la ruta más corta a la parada del TUC más cercana, para luego informar de cuál es la mejor conexión de autobús para llegar al destino deseado. Con la posterior evolución de Google Transit, se espera que en un futuro próximo, también se encuentre en este servicio la información en tiempo real. También es posible encontrar la información de la red en Bing Maps.
En agosto de 2011, se puso en marcha el primer autobús totalmente eléctrico que prestará servicio en la Comarca de Pamplona, apodado Pilavesa. Se trata del primer vehículo de su categoría (11,8 metros de longitud y capacidad para 61 viajeros), fruto del acuerdo de colaboración entre el Gobierno de Navarra y la multinacional china Foton Motor, que se va a poner a prueba en Europa para el servicio urbano y que estará financiado por el Ejecutivo Foral a través de la convocatoria de ayudas para el impulso del Vehículo Eléctrico en Navarra.
Ya en mayo de 2013, se empezaron a hacer pruebas para instaurar autobuses híbrido-eléctricos, haciendo estos su primera aparición en la red en julio de 2015. En diciembre de 2016, otra experiencia piloto, esta vez con biogás tuvo lugar en la red del Transporte Urbano Comarcal.
Otra prueba piloto, la de la conexión Wi-Fi, se empezó a desarrollar en la línea 18 a partir del 30 de enero de 2019. A esta línea le siguió la línea 9 que además fue resultado de otra prueba piloto, la del autobús 100% eléctrico. A partir del 22 de marzo de 2019, los autobuses de la línea 9 son eléctricos y además incorporan conexión Wi-Fi.
Además, actualmente todos los autobuses de la flota de la Mancomunidad de la Comarca de Pamplona están adaptados para discapacitados, siendo señalados con el símbolo 
Desde septiembre de 2019, la información a tiempo real tanto de las marquesinas, como de la aplicación Tu Villavesa de las líneas 1 y 3 no está disponible debido a las pruebas que se están realizando desde TCC para implantar una nueva maquinaria de pago y de información a tiempo real en la red. De paso, se mejorará el anuncio de la siguiente parada desde dentro del vehículo (antes se señalizaba GUIPÚZCOA/STA ENGRACIA; con las mejoras se señalizará Próxima parada: Avenida de Guipúzcoa (Puente de Santa Engracia) en español y Hurrengo geltokia: Gipuzkoako etorbidea (Dona Graziako Zubia) en euskera). Como consecuencia, desde el 17 de octubre del mismo año, no está disponible la información de ninguna línea, tan solo la hora a la que está previsto que pase el autobús, sin tener en cuenta el tráfico. Aunque estaba previsto que para noviembre de 2019 estuvieran en marcha los nuevos sistemas de información, finalmente todos estuvieron instalados y en funcionamiento el 17 de enero de 2020, acarreando críticas por parte de usuarios y conductores.
La concesión a Transports Ciutat Comtal expiraba el 31 de octubre de 2019, por lo que, desde 2018, la mancomunidad preparaba el concurso para la licitación de la concesión. No obstante, al encontrarse un cambio de gobierno y de la asamblea mancomunada en mitad del proceso, la mancomunidad amplió desde el 28 de octubre, hasta entre 14 y 24 meses, la concesión a la empresa TCC.

#### Crisis del coronavirus
Durante la crisis del coronavirus de Wuhan, el Gobierno de Navarra decretó el cese de las actividades docentes el 12 de marzo de 2020, siendo efectivo a partir del día siguiente. Dos días después, se decretó el confinamiento total de la población, excepto por motivos de trabajo o fuerza mayor. Por ello, el número de viajeros registrados durante la siguiente semana registró una caída de más del 70% de los viajes. Ante esta situación, la mancomunidad suspendió temporalmente el servicio de la línea 24 a partir del 15 de marzo.
Algunos días después, la mancomunidad volvió a anunciar nuevas medidas. En primer lugar, el acceso a los autobuses se realizará siempre por la segunda puerta (anteriormente habilitada como salida) y la puerta de entrada habitual quedará clausurada. En segundo lugar, los usuarios pagarán su viaje mediante la segunda máquina validadora, la más alejada del conductor, dado que los asientos más próximos a él también serán clausurados y, en tercer lugar, se prohíbe el pago en metálico.
El miércoles 18 de marzo, se anunciaron cambios en el servicio. El más importante consiste en la reducción del número de autobuses a los de un día festivo a partir del día 20, lo que supone un descenso del 42% en el número de autobuses empleados. Asimismo, se utilizarán autobuses de gran capacidad (de 18 metros de largo) para facilitar el esparcimiento de los usuarios y evitar contagios. Pese a disminuir el número de autobuses, se reforzarán las líneas que sean necesarias para evitar aglomeraciones. Igualmente, las líneas nocturnas tendrán sus frecuencias de noches laborables (de domingo a jueves), con el paso de tan solo dos o tres autobuses cada noche. Por último, se anula la caducidad de cualquier abono temporal (abonos 30 días) y se modifica el primer servicio de las líneas 4, 7, 8, 12, 17, 18, 23 y 25.
El 23 de marzo, tras varios días de prueba, se mejoró la oferta, modificando las primeras salidas de las líneas 4 y 7. Un día después, se adelantó la primera salida de la línea 16 en Beriáin.
El 2 de abril de 2020, dadas las nuevas restricciones de movilidad, se anunció la suspensión del servicio nocturno, así como una nueva reducción del servicio diurno, asegurando en todo momento la distancia de seguridad entre las personas.
El 17 de septiembre de 2021 la mancomunidad de Pamplona y el gobierno de Navarra deciden flexibilizar los aforos en el transporte urbano y permiten hasta el 75% de ocupación, siendo efectiva esta medida desde las 00:00 del mismo día debido a la mejoría de la situación sanitaria (covid-19). Además se amplían los horarios en el servicio nocturno los viernes, sábados y vísperas de festivo. 

## Líneas
La red del Transporte Urbano Comarcal se compone de 3 tipos de servicios: servicio diurno, servicio nocturno y servicio especial.

### Servicio diurno
Las líneas del servicio diurno son las 24 líneas de la red que están activas principalmente entre las 06:00 y las 22:00, algunas de ellas excediéndose un poco de este periodo y otras de ellas solo estando activas puntualmente. Son también las líneas de referencia del sistema. Poseen frecuencias entre los 10' y los 20' en días laborables, alargándose un poco más en días de menor demanda.
| Línea | Recorrido                                                                 | Recorrido                                                                            | Apertura | Última ampliación | Longitud | Paradas | Frecuencia | Frecuencia | Frecuencia          |
| Línea | Origen                                                                    | Destino                                                                              | Apertura | Última ampliación | Longitud | Paradas | Laborables | Sábados    | Domingos y Festivos |
| ----- | ------------------------------------------------------------------------- | ------------------------------------------------------------------------------------ | -------- | ----------------- | -------- | ------- | ---------- | ---------- | ------------------- |
| 1     | Cizur Menor/Universidad de Navarra Zizur Txikia/Nafarroako Unibertsitatea | Plaza de la Libertad/Universidad Pública Askatasunaren Plaza /Unibertsitate Publikoa | 1953     | 2017              | 16,2 km  | 17      | 20'        | 30' - 60'  | 60'                 |
| 2     | Avenida San Ignacio San Inazio etorbidea                                  | Echavacóiz Etxabakoitz                                                               | 1953     | 2019              | 13,3 km  | 17      | 10' - 12'  | 12' - 15'  | 15' - 20'           |
| 3     | Circular Oeste Mendebaldeko Zirkularra                                    | Circular Oeste Mendebaldeko Zirkularra                                               | 1953     | 2018              | 8,4 km   | 23      | 10' - 12'  | 10' - 12'  | 12' - 15'           |
| 3     | Centro Hirigunea                                                          | Ansoáin Antsoain                                                                     | 1953     | 2018              | 8,4 km   | 23      | 10' - 12'  | 10' - 12'  | 12' - 15'           |
| 4     | Barañáin Barañain                                                         | Villava — Huarte — Arre — Oricáin Atarrabia — Uharte — Arre — Orikain                | 1953     | 2019              | 33,8 km  | 39      | 6' - 8'    | 10'        | 12' - 15'           |
| 5     | Orvina 3                                                                  | Universidad de Navarra Nafarroako Unibertsitatea                                     | 1953     | 2019              | 11,1 km  | 17      | 15'        | 20'        | 20'                 |
| 6     | Rochapea Arrotxapea                                                       | Universidad Pública Unibertsitate Publikoa                                           | 1953     | 2017              | 11,6 km  | 18      | 15'        | 15'        | 20'                 |
| 7     | Barañáin Barañain                                                         | Villava Atarrabia                                                                    | 1953     | 2018              | 21,5 km  | 35      | 10' - 12'  | 15'        | 15' - 20'           |
| 8     | Blanca de Navarra Nafarroako Blanca                                       | Buztintxuri                                                                          | 1953     | 1999              | 10,1 km  | 12      | 12' - 15'  | 15'        | 20'                 |
| 9     | RENFE                                                                     | Príncipe de Viana/Universidad Pública Bianako Printzea/Unibertsitate Publikoa        | 1953     | 2018              | 13,2 km  | 16      | 12'        | 15'        | 20'                 |
| 10    | Beloso Alto Belosogoiti                                                   | Orcoyen Orkoien                                                                      | 1953     | 2017              | 18,4 km  | 22      | 30'        | 35'        | 35'                 |
| 11    | Ezkaba                                                                    | Galaria/Polígono Mutilva Galaria/Mutiloa Industrialdea                               | 1991     | 2018              | 20,6 km  | 21      | 15'        | 20'        | 20'                 |
| 12    | Ermitagaña Ermitagaina                                                    | Mendillorri                                                                          | 1993     | 2018              | 13,9 km  | 19      | 10' - 12'  | 15'        | 20'                 |
| 14    | Ayuntamiento Udaletxea                                                    | Rochapea/Artica Arrotxapea/Artika                                                    | 1999     | 1999              | 4,1 km   | 9       | 30'        | 30'        | 30'                 |
| 15    | Paseo Sarasate Sarasate Pasealekua                                        | Ardoi                                                                                | 1930     | 2017              | 16,2 km  | 17      | 20'        | 20'        | 30'                 |
| 16    | Berriosuso/Berriozar Berriogoiti/Berriozar                                | Noáin/Beriáin Noain/Beriain                                                          | 1930     | 2018              | 36,4 km  | 34      | 12' - 15'  | 15'        | 20'                 |
| 17    | Berriozar                                                                 | Mutilva Mutiloa                                                                      | 1930     | 2020              | 15,4 km  | 20      | 15'        | 20'        | 40'                 |
| 18    | Urbanización Zizur Mayor Zizur Nagusiko Urbanizazioa                      | Sarriguren                                                                           | 1999     | 2019              | 24,2 km  | 28      | 12-15'     | 15'        | 20'                 |
| 19    | Barañáin Barañain                                                         | Erripagaña/Burlada Erripagaina/Burlata                                               | 1999     | 2024              | 21,8 km  | 32      | 15'        | 15'        | 20'                 |
| 20    | Príncipe de Viana Bianako Printzea                                        | Gorráiz Gorraitz                                                                     | 1953     | 2019              | 19,2 km  | 22      | 20'        | 30'        | 30'                 |
| 21    | Circular Este Ekialdeko Zirkularra                                        | Circular Este Ekialdeko Zirkularra                                                   | 1953     | 2018              | 8,4 km   | 23      | 10' - 12'  | 10' - 12'  | 12' - 15'           |
| 21    | Centro Hirigunea                                                          | Ansoáin Antsoain                                                                     | 1953     | 2018              | 8,4 km   | 23      | 10' - 12'  | 10' - 12'  | 12' - 15'           |
| 22    | Merindades Merindadeen Plaza                                              | Mutilva Mutiloa                                                                      | 2017     | 2020              | 7,4 km   | 9       | 30'        | 30'        | 30'                 |
| 23    | Cordovilla/Príncipe de Viana Kordobila/Bianako Printzea                   | Itaroa/Olloqui Itaroa/Olloki                                                         | 2009     | 2019              | 25,8 km  | 22      | 60'        | 30' - 90'  | 30' - 90'           |
| 24    | Circular Mercadillo Merkatuko Zirkularra                                  | Circular Mercadillo Merkatuko Zirkularra                                             | 2010     | 2012              | 5,8 km   | 11      |            |            | 25'                 |
| 24    | San Juan Donibane                                                         | Landaben                                                                             | 2010     | 2012              | 5,8 km   | 11      |            |            | 25'                 |
| 25    | Príncipe de Viana Bianako Printzea                                        | Mutilva Mutiloa                                                                      | 2012     | 2020              | 10,9 km  | 15      | 20'        | 20'        | 40'                 |

### Servicio nocturno
Las líneas del servicio nocturno son las 16 líneas de la red que se encargan de sustituir a las del servicio diurno mientras no estén en servicio, es decir, durante la noche. El número de autobuses que pasan de cada línea oscila entre los 2 y los 3 para la mayoría de las líneas, aumentando en las noches de viernes, Sábado y festivos.
| Línea | Recorrido                                                                        | Apertura | Última ampliación | Longitud | Paradas | Frecuencia                     | Frecuencia       | Frecuencia                   |
| Línea | Recorrido                                                                        | Apertura | Última ampliación | Longitud | Paradas | Domingo a Miércoles y Festivos | Jueves y Viernes | Sábados y víspera de Festivo |
| ----- | -------------------------------------------------------------------------------- | -------- | ----------------- | -------- | ------- | ------------------------------ | ---------------- | ---------------------------- |
| N1    | Príncipe de Viana ↔ Zizur Mayor Vianako Printzea ↔ Zizur Nagusia                 | 2005     | 2024              | 17,9 km  | 24      | 30'                            | 30'              | 30'                          |
| N2    | Pablo Sarasate ↔ Barañáin Pablo Sarasate ↔ Barañain                              | 2005     | 2005              | 12,9 km  | 21      | 30'                            | 30'              | 30'                          |
| N3    | Plaza de merindades ↔ Beriáin Merindadeen plaza ↔ Beriain                        | 2005     | 2013              | 23,1 km  | 22      | 60'                            | 60'              | 60'                          |
| N4    | Pablo Sarasate ↔ Berriozar — Berriosuso Pablo Sarasate ↔ Berriozar — Berriogoiti | 2005     | 2018              | 15,0 km  | 19      | 40'                            | 40'              | 40'                          |
| N5    | Cortes de Navarra ↔ Huarte — Gorráiz Nafarroako Gorteak ↔ Uharte — Gorraitz      | 2005     | 2015              | 21,7 km  | 25      | 30'                            | 30'              | 30'                          |
| N6    | Cortes de Navarra ↔ Mendillorri Nafarroako Gorteak ↔ Mendillorri                 | 2005     | 2005              | 7,5 km   | 10      | 30'                            | 30'              | 30'                          |
| N7    | Pablo Sarasate ↔ Baja Navarra Pablo Sarasate ↔ Behe Nafarroa                     | 2005     | 2005              | 19,0 km  | 27      | 35'                            | 35'              | 15'                          |
| N8    | Bajada de Labrit ↔ Mutilva Labriteko Aldapa ↔ Mutiloa                            | 2005     | 2005              | 12,2 km  | 15      | 60'                            | 120'             | 120'                         |
| N9    | Pablo Sarasate ↔ Orcoyen Pablo Sarasate ↔ Orkoien                                | 2005     | 2005              | 13,6 km  | 14      | 60'                            | 60'              | 60'                          |
| N10   | Cortes de Navarra ↔ Sarriguren Nafarroako Gorteak ↔ Sarriguren                   | 2005     | 2005              | 11,3 km  | 13      | 40'                            | 40'              | 40'                          |
| N11   | Berriozar ↔ Santa María la Real Berriozar ↔ Santa Maria la Real                  | 2024     | 2024              | 12 km    | 31      | 60'                            | 60'              | 60'                          |
| N12   | Príncipe de Viana ↔ Cizur Menor Vianako Printzea ↔ Zizur Txikia                  | 2024     | 2024              | 10 km    | 20      | -                              | 120'             | 120'                         |
| N13   | Príncipe de Viana ↔ Olloki Vianako Printzea ↔ Olloki                             | 2024     | 2024              | 17,4 km  | 26      | -                              | 120'             | 120'                         |
| N14   | Príncipe de Viana ↔ Arre Vianako Printzea ↔ Arre                                 | 2024     | 2024              | 12,7 km  | 15      | -                              | 120'             | 120'                         |
| N15   | Príncipe de Viana ↔ Cordovilla Vianako Printzea ↔ Kordobila                      | 2024     | 2024              | 8 km     | 15      | -                              | 120'             | 120'                         |
| N16   | Príncipe de Viana ↔ Artika Vianako Printzea ↔ Artika                             | 2024     | 2024              | 9,5 km   | 18      | -                              | 120'             | 120'                         |

### Servicio especial
Las líneas del servicio especial son las 6 líneas de la red que se encargan de dar servicio en momentos puntuales y excepcionales. Su propósito es absorber toda la demanda extraordinaria generada por algún evento especial.
| Servicio            | Inicio | Abastece                           | Líneas modificadas                                          | Líneas añadidas |
| ------------------- | ------ | ---------------------------------- | ----------------------------------------------------------- | --------------- |
| Refuerzo Fútbol     | 2017   | Días de partido (Estadio El Sadar) | 1 6 9 11 16 19                                              | R1 R2 R4 R5     |
| Refuerzo Arena      | 2019   | Días de evento (Navarra Arena)     | 1 6 9 11 16 19 N3                                           | R3              |
| Refuerzo San Fermín | 2015   | San Fermín (5 al 15 de julio)      | 1 2 3 4 5 6 7 8 9 10 11 12 14 15 16 17 18 19 20 21 22 23 25 | F               |

### Líneas suprimidas
Las líneas suprimidas formaron parte de la red del Transporte Urbano Comarcal en algún momento de su historia y después dejaron de prestar servicio y se sustituyeron por otras líneas, generalmente por falta de demanda. Algunos de sus números han vuelto a ser utilizados en líneas de creación posterior.
| Línea | Recorrido                                                                                            | Apertura | Cierre | Longitud | Paradas | Líneas sustitutas |
| ----- | --- | -------- | ------ | -------- | ------- | ----------------- |
| A     | Estación RENFE ↔ Estación de autobuses ↔ Aeropuerto RENFE Geltokia ↔ Autobusen Geltokia ↔ Aireportua | 2017     | 2019   | 19,0 km  | 6       | 16                |
| 13    | Lezcairu ↔ Landaben Lezkairu ↔ Landaben                                                              | 1999     | 2013   | 13,2 km  | 14      | 10 23 24          |
| 21    | Plaza de la Paz ↔ Aeropuerto Pakearen Plaza ↔ Aireportua                                             | 1999     | 2010   | 17,4 km  | 8       | A                 |
| 22    | Yanguas y Miranda ↔ Berriosuso Yanguas y Miranda ↔ Berriogoiti                                       | 1999     | 2016   | 13,7 km  | 17      | 16                |
| 24    | Zizur Mayor ↔ Ardoi Zizur Nagusia ↔ Ardoi                                                            | 2010     | 2011   | 5,7 km   | 9       | 15                |

## Datos técnicos

### Estaciones
La red del Transporte Urbano Comarcal se compone de 547 estaciones, repartidas a lo largo de toda la red, de las cuales 400 son marquesinas y 103 de ellas poseen pantallas de información a tiempo real. El nombre que reciben es el de la calle en la que están situadas, acompañadas del número del portal más cercano, como Bexe Nafarroaren Etorbidea 14 | Avenida de la Baja Navarra nº14. En el caso en el que no se encuentre a una distancia aceptable, se toma como referencia el portal de en frente, señalizando "frente a ", como es el caso de Abejeras Kalea (12aren parean) | Calle Abajeras (frente nº12). Si la parada no se encuentra cerca de ningún edificio, se procede entonces a nombrar la calle más cercana con la que se interseca, por ejemplo, Gipuzkoako Etorbidea (Kosterapea Pasealekua) | Avenida de Guipúzcoa (Paseo Kosterapea).

### Aparcamientos disuasorios
Actualmente, la red del Transporte Urbano Comarcal tan solo cuenta con un aparcamiento disuasorio oficial. Se trata del de Trinitarios, al alcance de las líneas 3 16 17 21 y N4. Al acceder a dicho aparcamiento, un lector registra la matrícula del vehículo. Cuando el o los ocupantes del mismo abandonan el aparcamiento, tienen derecho a extraer, con su matrícula, un máximo de 4 billetes de villavesa gratuitos, únicamente utilizables en la parada Gipuzkoako Etorbidea (Kosterapea Pasealekua) | Avenida de Guipúzcoa (Paseo Kosterapea). Este permite subir hasta el centro de la ciudad (máximo 4 paradas) y, una vez allí, volver a bajar hasta Kosterapea para retirar el vehículo del aparcamiento. Los billetes tienen una validez de 24 horas.
| Aparcamiento | Ubicación          | Conexiones    | Inauguración       | Plazas | Tiempo    |
| ------------ | ------------------ | ------------- | ------------------ | ------ | --------- |
| Trinitarios  | Rochapea, Pamplona | 3 16 17 21 N4 | 2 de marzo de 2018 | 500    | ilimitado |

### Explotación de la red
Actualmente, la explotación de la red corre a cargo de la empresa catalana Transports Ciutat Comtal, abreviado en TCC, filial de Moventis.

#### Amplitud horaria
Según su horario, se distinguen dos grandes grupos de líneas: las líneas diurnas y las líneas nocturnas. Las primeras operan generalmente entre las 06:30 y las 22:00, siendo la línea 7 la más madrugadora, su primer servicio es a las 06:25 los sábados, y la línea 17 la más tardía, siendo su primer servicio los sábados a las 07:10. En cuanto a la hora de finalización, la línea 9, acabando a las 22:48 los días laborables, es la última línea en acabar el servicio, en contraposición a la línea 10, cuyo último servicio es a las 21:55.
Las líneas nocturnas operan pasadas las 23:00, variando su hora de finalización dependiendo del día: las noches de domingo a jueves tenderán a acabar para las 00:30, mientras que las noches de viernes se alargarán hasta las 04:00 y las de sábado hasta las 06:00. La línea N4, con salida a las 22:40, es la primera de su categoría en empezar el servicio, siendo las líneas N1 N7 N8 y N9, que empiezan a las 23:00, las últimas en dejarse ver. La línea que más tarde circula es la línea N7, cuyo último servicio es a las 06:30 las noches de sábado.

#### Frecuencias
Por lo general, las líneas poseen una frecuencia muy elevada con respecto a otras ciudades de su talla, siendo la línea 4, con una frecuencia de 6' en días laborables, la más rápida, y, la línea 23 la más lenta, con un servicio cada hora en días laborables. De la totalidad de las líneas en días laborables, una línea posee una frecuencia menor de 10', 13 poseen un tiempo de espera de entre 10 y 15 minutos, 9 líneas tienen una frecuencia situada entre 15 y 30 minutos y tan solo una, la 23, tiene un servicio por más de 30'. Además, debido a la circulación de varias líneas en un mismo tramo, estas son las frecuencias de paso por las principales avenidas de la ciudad en días laborables por sentido:
| Vía                    | Localización     | Líneas                                     | Tiempo entre autobuses |
| ---------------------- | ---------------- | ------------------------------------------ | ---------------------- |
| Merindades             | Segundo Ensanche | 1 2 3 4 5 6 8 9 10 11 12 17 18 20 22 23 25 | 1 minuto               |
| Navas de Tolosa        | Primer Ensanche  | 3 4 8 9 10 12 15 16 17 21                  | 1¼ minutos             |
| Pablo Sarasate         | Casco Antiguo    | 3 8 10 15                                  | 3¾ minutos             |
| Libertad               | Segundo Ensanche | 1 6 9 17 25                                | 3⅛ minutos             |
| Plaza de la Paz        | Segundo Ensanche | 4 8 9 10 12 15 16 17 18 21                 | 1⅓ minutos             |
| Avenida Zaragoza       | Segundo Ensanche | 1 2 5 11 16                                | 2¾ minutos             |
| Labrit                 | Casco Antiguo    | 2 3 5 6 11 21                              | 2 minutos              |
| Carretera Sarriguren   | Erripagaña       | 12 18 19 20 23                             | 3 minutos              |
| San Cristóbal          | Chantrea         | 3 5 7 11 21                                | 2¾ minutos             |
| Avenida Guipúzcoa      | Rochapea         | 3 16 17 21                                 | 2¾ minutos             |
| Avenida Bayona         | San Juan         | 7 8 9 10 12                                | 3⅓ minutos             |
| Monasterio de la Oliva | San Juan         | 7 8 9 10 24                                | 3 minutos              |
| Avenida Barañáin       | Ermitagaña       | 4 7 19                                     | 2¾ minutos             |
| Pio XII                | Iturrama         | 2 4 15 18                                  | 2½ minutos             |
| Sancho el Fuerte       | Iturrama         | 1 2 19 23                                  | 4 minutos              |
| Avenida San Jorge      | San Jorge        | 7 9                                        | 5½ minutos             |
| Marcelo Celayeta       | Rochapea         | 3 7 14 21                                  | 1¼ minutos             |

#### Información a los viajeros
Todos los autobuses están equipados de un localizador GPS que les informa en todo momento de eventuales retrasos, adelantos u otros problemas. Esa información también se envía a una central de datos que los distribuye por las diferentes plataformas, que son las siguientes:
- Web del Transporte Urbano Comarcal: en la página web se pueden consultar incidencias en el servicio, así como los horarios teóricos de las líneas y un planificador de trayecto. También se puede acceder a un mapa con la posición real de los autobuses en directo.
- App Tu Villavesa: en la aplicación se pueden consultar los horarios a tiempo real de las líneas y se puede acceder igualmente al planificador de trayecto.
- Google Maps: desde 2010, la información de la red está anexionada a Google Maps, lo que hace que se puedan ver los horarios teóricos de las diferentes líneas y se puede planificar el recorrido con las herramientas disponibles.
- Paneles de información a tiempo real: en los paneles aparecen, de 3 en 3, las líneas con parada, sus destinos y el tiempo que falta para que llegue el autobús a tiempo real. Aquí hay un ejemplo de la parada Pio XIIaren Etorbidea 16/Avenida de Pio XII nº16, donde paran y las líneas 4 15 18:

| L4  | Barañáin    | *  |
| L18 | Zizur Mayor | 2' |
| L15 | Ardoi       | 5' |

Además de eso, en el interior de los autobuses, los conductores disponen de un servicio de transceptor de radio que les pone en contacto inmediato con la central coordinadora, situada en las oficinas de la Mancomunidad. Para los viajeros, existe un panel luminoso que va informando de las estaciones a las que llega el autobús de la siguiente manera: Hurrengo geltokia: Teobaldoren Kalea 1-5 Próxima parada: Calle de los Teobaldos nº1-5. Si no hay ninguna parada cerca, proyecta la fecha y la hora de la siguiente manera: 12/08/2019 17:55.

### Flota
Actualmente la flota que compone la red del Transporte Urbano Comarcal se divide en tres tipos: autobuses articulados de 18 metros, autobuses normales de 12 metros y minibuses de 10½ metros. 
En total la flota está compuesta por 171 autobuses, de los cuales 62 son articulados, 107 son normales, y 2 minibuses. El objetivo es conseguir el 75% de flota no contaminante para 2024 con la incorporación de 20 autobuses 100% eléctricos modelo Irizar ie Tram y otros 12 de Gas Natural.
Los autobuses son blancos, amarillos y verdes, los colores de la Mancomunidad de la Comarca de Pamplona y llevan tanto el logotipo de la mencionada anteriormente como el de la empresa adjudicataria actual del servicio,TCC. El interior es luminoso, con asientos de dos colores: azul verdoso y rojo. Los asientos rojos están destinados a personas con movilidad reducida, ancianos, mujeres embarazadas y enfermos, mientras que en los azules se puede sentar cualquiera. Hay dos espacios, situados a la altura de la segunda puerta, reservados para silletas o sillas de ruedas, así como una rampa plegable automática en esa puerta desde 2009. 

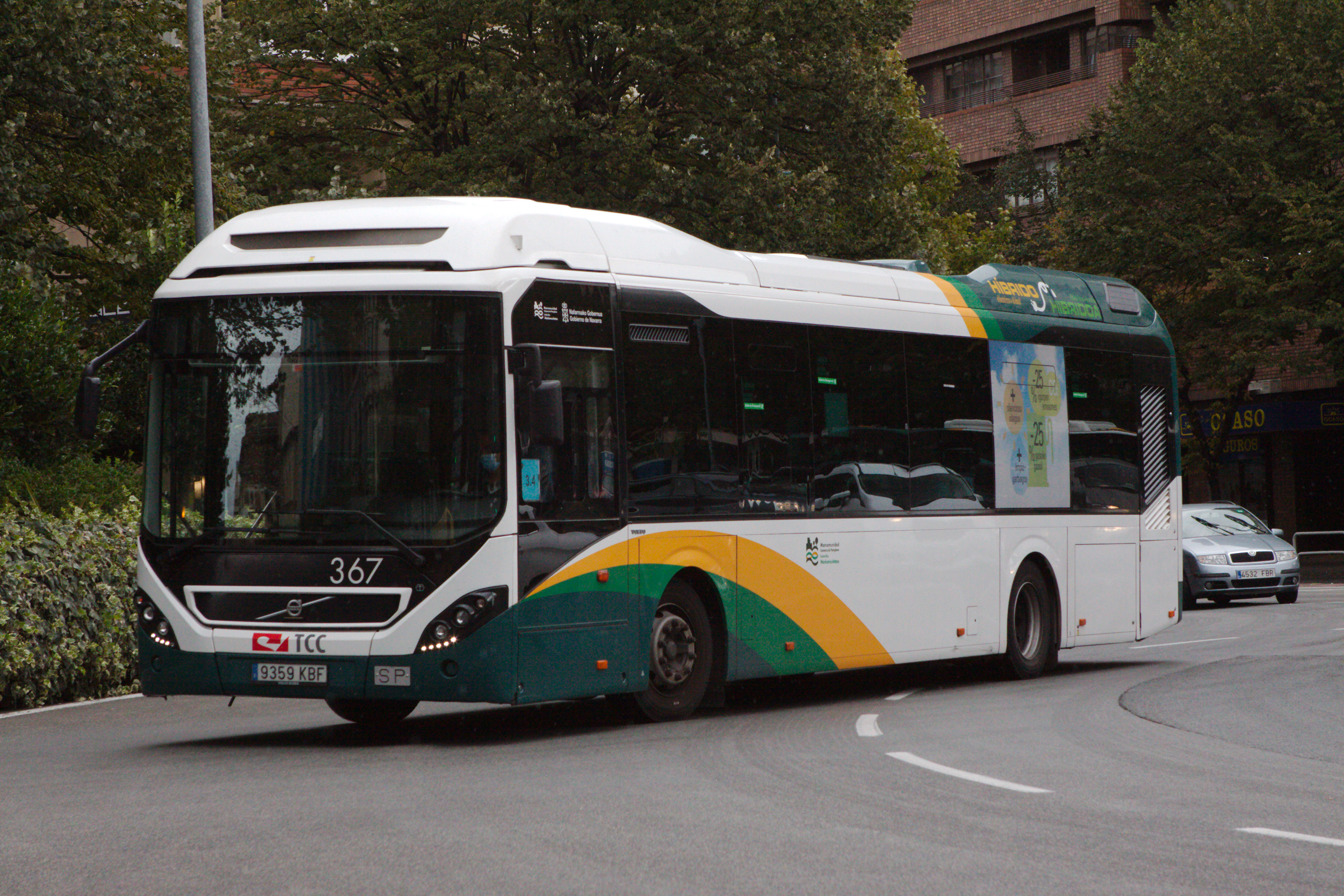
Volvo 7900 Hybrid

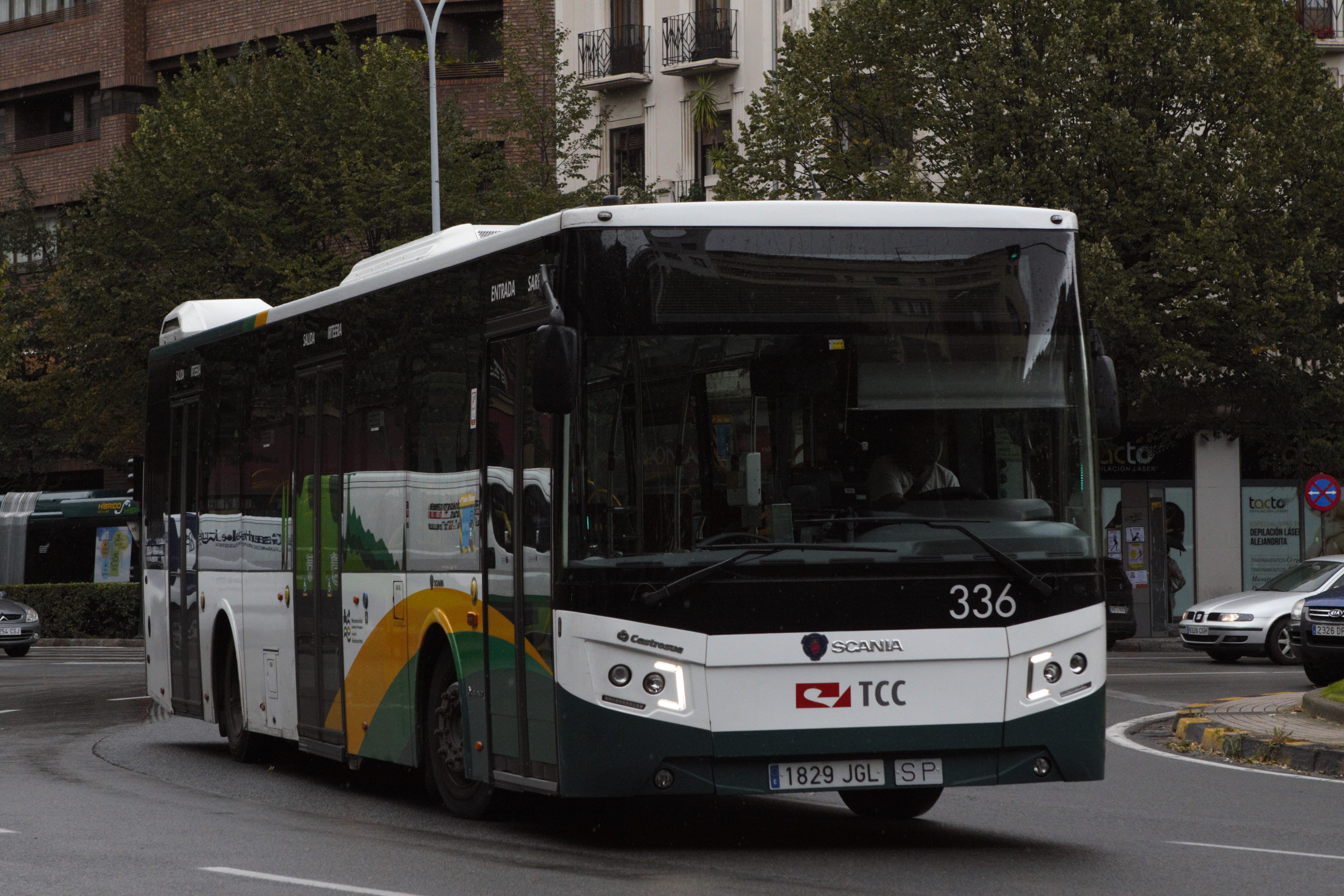
Scania N320UB Castrosua New City

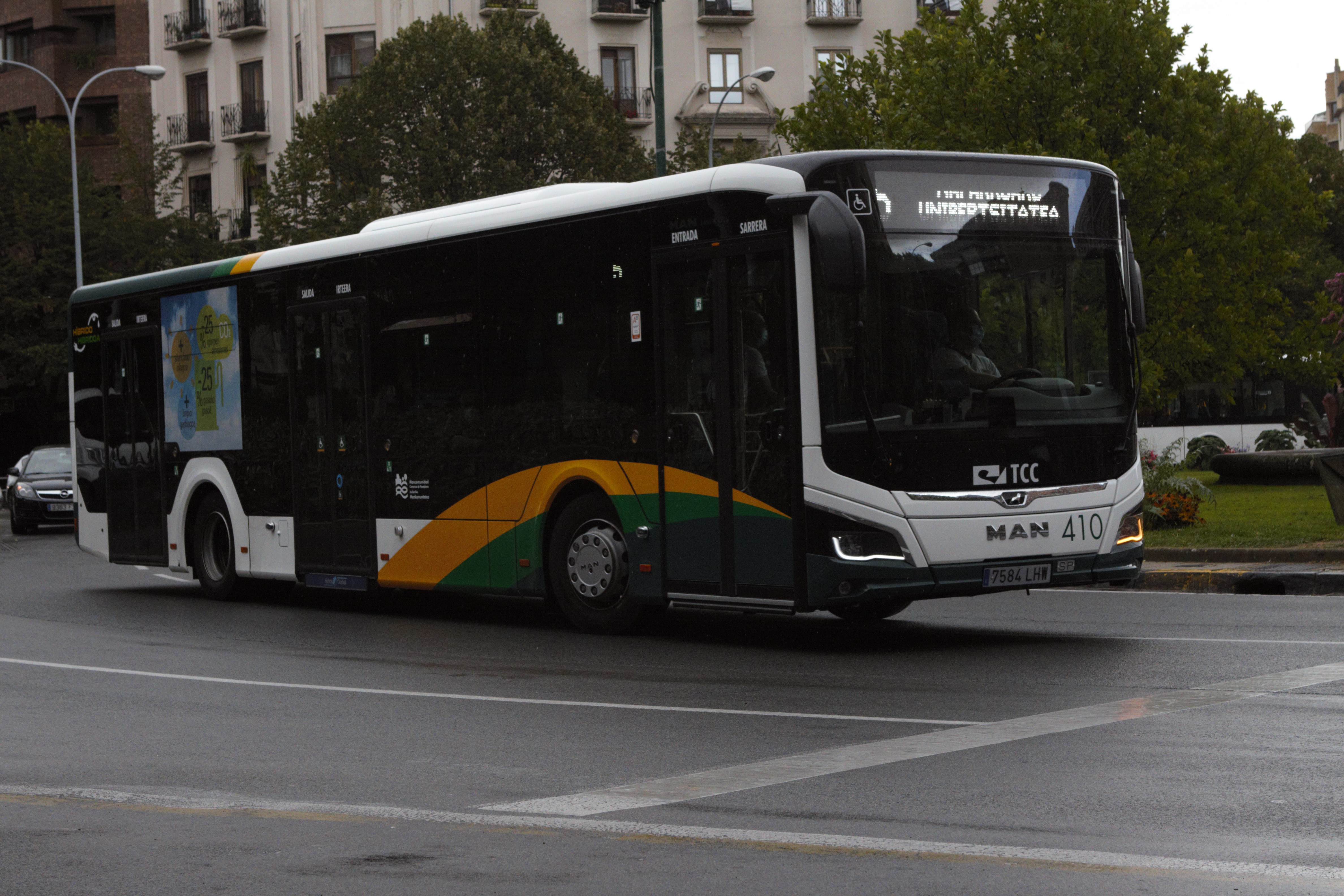
Man Lions City 12C EfficientHybrid

| Marca y modelo                         | Año  | Unidades    | Números de unidad | Combustible                        | Líneas                     |
| -------------------------------------- | ---- | ----------- | ----------------- | ---------------------------------- | -------------------------- |
| Scania N270UB Castrosua City Versus    | 2009 | 1 Unidad    | 299               | Diésel                             | 19 20 23 25                |
| Scania N310UA Castrosua City Versus    | 2009 | 2 Unidades  | 301 y 303         | Diésel                             | Refuerzos y sustituciones  |
| Scania N280UB Castrosua City Versus    | 2011 | 7 Unidades  | 304-311 (sin 310) | Diésel                             | 5 6 8 10 12 15 19 20 23 25 |
| Man NL283F Castrosua City Versus       | 2011 | 2 Unidades  | 312 y 314         | Diésel                             | 5 6 8 10 12 19 20 25       |
| Scania N280UB Castrosua City Versus    | 2012 | 5 Unidades  | 316-320           | Diésel                             | 5 6 8 10 12 15 19 20 25    |
| Man NL283F Castrosua City Versus       | 2012 | 5 Unidades  | 321-325           | Diésel                             | 5 6 8 10 15 19 20 25       |
| Man NL283F Sunsundegui Astral Via      | 2011 | 2 Unidades  | 326-327           | Diésel                             | 5 6 8 10 12 15 19 20 25    |
| Man NL283F Sunsundegui Astral Via      | 2012 | 2 Unidades  | 328-329           | Diésel                             | 5 6 8 10 12 15 19 20 25    |
| Scania N320UB Castrosua New City       | 2015 | 3 Unidades  | 334-336           | Diésel                             | 5 6 8 10 12 17 19 20 25    |
| Volvo 7900 Hybrid                      | 2015 | 4 Unidades  | 337-340           | Híbrido                            | 5 6 8 10 12 15 19 20 25    |
| Man A22 Castrosua New City             | 2015 | 2 Unidades  | 341-342           | Diésel                             | 5 6 8 12 19 20 25          |
| Solaris Urbino 18                      | 2016 | 9 Unidades  | 343-351           | Diésel                             | 4 7 11 16 18               |
| Solaris Urbino 12                      | 2016 | 5 Unidades  | 352-356           | Diésel                             | 5 6 8 10 12 15 17 19 20    |
| Vectia Veris 12 hybrid                 | 2016 | 2 Unidades  | 357-358           | Híbrido                            | Refuerzos                  |
| Volvo D15K240                          | 2016 | 2 Unidades  | 360-361           | Híbrido                            | 5 6 8 10 12 19 20 25       |
| Volvo 7900 Hybrid                      | 2017 | 6 Unidades  | 362-367           | Híbrido                            | 5 6 8 10 12 15 19 20 25    |
| Heuliez GX437HYB                       | 2017 | 6 Unidades  | 368-373           | Híbrido                            | 4 7 11 16 18               |
| Mercedes Citaro C2 G Hybrid            | 2018 | 8 Unidades  | 374-381           | Híbrido                            | 4 7 11 16 18               |
| Mercedes Citaro C2 Hybrid              | 2018 | 4 Unidades  | 382-385           | Híbrido                            | 5 6 8 10 12 19 20 23 25    |
| Vectia Veris 12 Fast Charge            | 2019 | 6 Unidades  | 386-391           | Eléctrico                          | 9                          |
| Vectia Teris 10 Hybrid                 | 2019 | 2 Unidades  | 392-393           | Híbrido                            | 14                         |
| Iveco Urbanway 18 Full Hybrid          | 2019 | 5 Unidades  | 394-398           | Híbrido                            | 4 7 11 16 18               |
| Man Lions City 18C EfficientHybrid     | 2020 | 7 Unidades  | 399-405           | Híbrido                            | 4 7 11 16 18               |
| Man Lions City 12C EfficientHybrid     | 2020 | 9 Unidades  | 406-414           | Híbrido                            | 5 6 8 10 12 15 19 20 25    |
| Man Lions City 19C EfficientHybrid     | 2021 | 10 unidades | 415-424           | Híbrido                            | 4 7 11 16 18               |
| Scania C340CA Castrosua New City       | 2022 | 7 unidades  | 425-431           | Gas Natural / Biometano            | 4 7 11 16 18               |
| Scania C340CB Castrosua New City       | 2022 | 6 unidades  | 432-437           | Gas Natural / Biometano            | 5 6 8 10 12 15 19 20 25    |
| Man Lions City 19G EfficientHybrid CNG | 2023 | 6 unidades  | 448-453           | Híbrido de Gas Natural / Biometano | 4 7 11 16 18               |
| Irizar Ie Tram                         | 2024 | 10 unidades | 438-447           | Eléctrico                          | 1 3 5 12 19 21 22 24       |
| Irizar Ie Tram                         | 2024 | 10 unidades | 460-469           | Eléctrico                          | 1 2 3 5 12 19 21 22 24     |
| Man Lions City 19G EfficientHybrid CNG | 2024 | 2 unidades  | 454-455           | Híbrido de Gas Natural / Biometano | 4 7 11 16 18               |
| Man Lions City 12G EfficientHybrid CNG | 2024 | 4 unidades  | 456-459           | Híbrido de Gas Natural / Biometano | 5 6 8 10 12 19 20 23 25    |
| Scania C340C Castrosua New city        | 2025 | 10 unidades | 470-479           | Gas Natural / Biometano            | 5 6 8 10 19 20 22 25       |

| Marca y modelo                      | Año  | Unidades | Combustible | Líneas                                           |
| ----------------------------------- | ---- | -------- | ----------- | ------------------------------------------------ |
| Pegaso 5024                         | 1982 | 1        | Diésel      | 1 2 3 5 6 8 9 10 11 12 15 17 19 20 21            |
| Pegaso 6038                         | 1984 | 7        | Diésel      | 1 2 3 5 6 8 9 10 11 12 15 17 19 20 21            |
| Pegaso 6038                         | 1986 | 7        | Diésel      | 1 2 3 5 6 8 9 10 11 12 15 17 19 20 21            |
| Mercedes O305                       | 1986 | 1        | Diésel      | 1 2 3 5 6 8 9 10 11 12 15 17 19 20 21            |
| Scania N112                         | 1987 | 7        | Diésel      | 1 2 3 5 6 8 9 10 11 12 15 17 19 20 21            |
| Scania N112                         | 1988 | 4        | Diésel      | 1 2 3 5 6 8 9 10 11 12 15 17 19 20 21            |
| Scania N113                         | 1989 | 5        | Diésel      | 1 2 3 5 6 8 9 10 11 12 15 17 19 20 21            |
| Volvo B10M                          | 1989 | 3        | Diésel      | 1 2 3 5 6 8 9 10 11 12 15 17 19 20 21            |
| Scania N113                         | 1990 | 8        | Diésel      | 1 2 3 5 6 8 9 10 11 12 15 17 19 20 21            |
| Scania N113                         | 1991 | 6        | Diésel      | 1 2 3 5 6 8 9 10 11 12 15 17 19 20 21            |
| Volvo B10M                          | 1991 | 3        | Diésel      | 1 2 3 5 6 8 9 10 11 12 15 17 19 20 21            |
| Volvo B10M                          | 1993 | 2        | Diésel      | 1 2 3 5 6 8 9 10 11 12 15 17 19 20 21            |
| Renault R-312                       | 1993 | 5        | Diésel      | 1 2 3 5 6 7 8 9 10 11 12 15 17 19 20 21          |
| Volvo B10M                          | 1995 | 4        | Diésel      | 1 2 3 5 6 8 9 10 11 12 15 17 19 20 21            |
| Scania L113CLL                      | 1995 | 13       | Diésel      | 1 2 3 5 6 8 9 10 11 12 13 14 15 17 19 20 21      |
| Volvo B10M Articulado               | 1996 | 2        | Diésel      | 4 7 16                                           |
| Volvo B10M Articulado               | 1997 | 1        | Diésel      | 4 7 16                                           |
| Scania L113CLL                      | 1997 | 6        | Diésel      | 1 2 3 5 6 8 9 11 12 13 15 17 19 20 21            |
| Scania N94UB Castrosua CS40         | 1997 | 160-165  | Diésel      | 1 2 3 5 6 8 10 11 12 13 15 17 19 20 21 23 24     |
| Scania N94UB Castrosua CS40         | 1998 | 166-173  | Diésel      | 1 2 3 5 6 8 10 11 12 13 15 17 19 20 21 23 24     |
| Scania N94UB Castrosua CS40         | 1999 | 100-103  | Diésel      | 1 2 5 11 15 17 18 20 23 24                       |
| Volvo B10L Aticulado                | 1999 | 3        | Diésel      | 4 7 16                                           |
| Scania N94UB Castrosua CS40         | 1999 | 174-182  | Diésel      | 1 2 3 5 6 8 10 11 12 13 15 17 19 20 21 23 24     |
| Man NG313F Castrosua CS40           | 2002 | 190-196  | Diésel      | 4 7 11 16 18                                     |
| Man NG313F Hispano Habit            | 2002 | 200-202  | Diésel      | 4 7 11 16 18                                     |
| Volvo B7L Sunsundegui Citystylo     | 2003 | 203-204  | Diésel      | 1 2 3 5 6 8 12 15 17 19 20 21                    |
| Man NG313F Hispano Habit            | 2003 | 205-206  | Diésel      | 4 7 11 16 18                                     |
| Man NM223F Castrosua CS40 Magnus    | 2003 | 207-209  | Diésel      | 14 A                                             |
| Scania N94UA Castrosua CS40         | 2003 | 210-213  | Diésel      | 4 7 11 16 18                                     |
| Man NL263F Castrosua CS40           | 2003 | 214-218  | Diésel      | 1 2 3 5 6 8 9 10 12 17 19 20 21 23 25            |
| Scania N94UA Castrosua CS40         | 2004 | 219-234  | Diésel      | 4 7 11 16 18                                     |
| Volvo B7L Sunsundegui Citystylo     | 2004 | 235-242  | Diésel      | 1 2 3 5 6 8 9 10 11 12 15 17 19 20 21 22 23 25   |
| Man Lions City NL263F               | 2006 | 243-253  | Diésel      | 1 2 3 5 6 8 9 10 11 12 13 15 17 19 20 21 24 25 A |
| Man Lions City G NG313F             | 2006 | 254-257  | Diésel      | 4 7 11 16 18                                     |
| Man Lions City NL273F               | 2007 | 258-261  | Diésel      | 1 2 3 5 6 8 9 10 11 12 13 15 17 19 20 21 24 25 A |
| Man Lions City G NG313F             | 2007 | 262-269  | Diésel      | 4 7 11 16 18                                     |
| Man NL273F Castrosua City Versus    | 2007 | 270-275  | Diésel      | 1 2 3 5 6 8 9 10 11 12 15 17 19 20 21 22 23 25   |
| Man NG314F Castrosua City Versus    | 2007 | 276-281  | Diésel      | 4 7 11 16 18                                     |
| Scania N270UB Castrosua City Versus | 2008 | 282-285  | Diésel      | 1 2 5 6 8 10 11 12 15 17 19 20 21 22 23 24 25    |
| Scania N310UA Castrosua City Versus | 2008 | 286-292  | Diésel      | 4 7 11 16 18                                     |
| Scania N270UB Castrosua City Versus | 2009 | 293-300  | Diésel      | 1 2 5 6 8 10 11 12 15 17 19 20 21 22 23 24 25    |
| Scania N310UA Castrosua City Versus | 2009 | 301-303  | Diésel      | 4 7 11 16 18                                     |

### Autobuses en pruebas
La mancomunidad de la comarca de Pamplona ha tenido varios autobuses en pruebas en la ciudad con el objetivo de probar su fiabilidad y para además poder contar en un futuro con energías alternativas al diésel y similares. Uno de esos modelos de autobús que se estuvo probando en la ciudad se denomino “Pilavesa” y que se estuvo probando en las líneas 4 y 23 de la red del servicio durante el año 2011. Además se han hecho pruebas con autobuses de otros tipos y de otros combustibles como es el caso de un Man Lions City Hybrid que se estuvo probando en la línea 6 del servicio durante el año 2013. También se estuvo probando un Volvo 7900 Hybrid en ese mismo año en la línea 1 del servicio antes de que se trajeran las 4 unidades de dicho modelo que posteriormente llegarían a la ciudad para renovar la flota del servicio en junio de 2015. Más tarde, en el año 2017 se estuvo probando un autobús de la marca Mercedes-Benz (El primero de una serie de modelos que se estuvieron probando en nla ciudad bajo el nombre de Biobús) modelo Citaro gnc en las líneas 3 5 y 6 del servicio, alimentándose durante dicho tiempo con biogás producido en una planta sita en Arazuri, dentro de un proyecto de incorporación de nuevas energías para las flotas de vehículos que puso en marcha la mancomunidad ese mismo año. Más tarde, el segundo autobús que se probó fue un Solaris Urbino 12 gnc en las líneas 8 10 y 19 igualmente alimentado de biogás fabricado en Arazuri. El tercer autobús que se estuvo probando fue un Scania modelo Citywide también alimentado de biogás y que se estuvo probando en las líneas 3 y 5. Todos esos autobuses se estuvieron probando durante cierto tiempo y no se fue a más en esas pruebas aunque la mancomunidad promete que para el año 2030 será neutra en emisiones y para ello prevé que toda la flota de autobuses del transporte urbano comarcal funcione alimentándose de biogás al igual que toda la flota de vehículos de recogida de residuos urbanos.

#### Uso de biodiésel
El transporte urbano comarcal de Pamplona estuvo utilizando desde 2007 un combustible ecológico denominado biodiésel, siendo este utilizado en el 50% de la flota de las villavesas desde ese año, y ya en el año 2010 se extendió a toda la flota del servicio, es decir 140 autobuses. En el año 2014 la mancomunidad decidió dejar de utilizar dicho combustible debido a razones económicas ya que además en el año 2009 cuando la mancomunidad estableció un pliego para contratar el servicio de transporte urbano durante 10 años, se pedía que la flota utilizara este tipo de combustible y se siguió utilizando, pero en el año 2013 la compañía catalana TCC denunció la ruptura económica del equilibrio de la concesión y se decidió eliminar la obligatoriedad de utilizarlo. La mancomunidad prometió en su lugar la incorporación y puesta en marcha de 4 autobuses híbridos para que prestaran servicio en la línea 3 y que además combinaran diésel y electricidad como medida para la reducción de las emisiones y del gasto económico que generaba dicha flota, ya que además en ese tiempo el 100 % de la flota del servicio era de combustión.

#### Cocheras
El depósito de los autobuses o villavesas del EHG/TUC se encuentra en las inmediaciones de la autovía  PA-30 . Limita al sur con la citada Ronda Norte, al este con la boca sur de los Túneles de Ezcaba, y al norte con el monte Ezcaba, de donde recibe el nombre de las cocheras de Ezcaba.
Esta cocheras tienen limitaciones como la separación de perímetro, limitaciones de espacio y pendientes, por lo que no son adecuadas para futuras ampliaciones. Por todos estos motivos, y en especial por la falta de espacio para albergar a las villavesas, la Mancomunidad de la Comarca de Pamplona ha estudiado el traslado de estas a una nueva ubicación. Tras estudiar diferentes emplazamientos en distintos puntos de la Comarca, se ha optado por un solar en el polígono de Agustinos, antiguamente ocupado por el colegio San Agustín. Entre los beneficios de esta opción destacan estar metido dentro de un polígono industrial, tener buena accesibilidad para vehículos grandes como autobuses y tener acceso a infraestructuras de gas, dado que en el futuro se prevé que la totalidad de la flota villavesas (al igual que todos lo camiones de recogida de residuos) funcionen con biometano, procedente en un 70-80% de la nueva planta de reciclaje de Imárcoain, y el 30% restante de la EDAR de Arazuri, con lo que todos los vehículos de la Mancomunidad se propulsarán con combustible limpio de producción local. Actualmente el proyecto esta paralizado a la espera de que el Ayuntamiento de Pamplona obtenga la citada parcela, pero antes deben presentarse los Proyectos de Reparcelación y de Urbanización. Por ello se están analizando diferentes alternativas para resolver la situación.

### Tarifas
Los precios y billetes son iguales y valen lo mismo en todo el servicio, no hay diferencia en cuanto a ámbito o líneas se refiere. El transbordo está vigente (excepto en Abonos y Billetes Ocasionales) durante 45' y solo entre distintas líneas, no es válido para la misma línea.
Las tarifas especiales solo son válidas durante el servicio diurno. Durante el servicio nocturno se aplican las tarifas de la Tarjeta de Transporte. El billete San Fermín es válido del 6 de julio a las 06:00 al 15 de julio a las 06:00, en ambos servicios diurno y nocturno.
El precio de las tarifas para el 2022 son los siguientes:
| Nombre del billete            | Precio |
| Billete Sencillo              | 1,40€  |
| Billete Sencillo (San Fermín) | 1,70€  |

| Nombre del billete                                                | align="center" Precio |
| Tarjeta Ciudadana (servicio diurno)                               | 0,73€                 |
| Tarjeta Ciudadana (servicio nocturno)                             | 1,06€                 |
| Transbordo (entre distintas líneas, hasta 45´entre cancelaciones) | 0,00€                 |

| Nombre del billete                          | Precio |
| Abono 30 días (general)                     | 31,20€ |
| Social J (Abono 30 días joven)              | 25€    |
| Social C (Abono 30 días familias numerosas) | 22€    |

| Nombre del billete                                                                         | Precio |
| Social F (excluidos sociales)                                                              | 0,18€  |
| Social B (mayores de 65 años) Social E (personas con discapacidad igual o superior al 65%) | 0,34€  |
| Social C (familias numerosas)                                                              | 0,51€  |

### Financiamiento
La red está financiada por la Mancomunidad de la Comarca de Pamplona y el Gobierno de Navarra, al 35% y 65% respectivamente.

## Estadísticas
Los autobuses de la red del Transporte Urbano Comarcal registraron algo más de 40 600 000 de desplazamientos en el año 2019, con un crecimiento de algo más de 1 600 000 viajeros más, y un 4,18% de crecimiento. 

### Viajeros por año
Estas son las cifras totales de viajes por año:
| 1987 - 1999 |            |
| Año         | Viajes     |
| 1987        | 503 603    |
| 1988        | 611 554    |
| 1989        | 19 715 451 |
| 1995        | 21 688 523 |
| 1995        | 7 268 000  |
| 1995        | 28 956 523 |
| 1997        | 28 811 483 |
| 1998        | 28 760 533 |
| 1999        | 31 675 795 |

| 2000 - 2021 |            |           |
| Año         | Viajes     | Variación |
| 2000        | 33 699 308 | ▲ 6,3%    |
| 2001        | 34 212 117 | ▲ 1,5%    |
| 2002        | 33 961 015 | ▼ 0,8%    |
| 2003        | 34 944 307 | ▲ 2,9%    |
| 2004        | 33 372 871 | ▼ 5,5%    |
| 2005        | 35 706 415 | ▲ 7,0%    |
| 2006        | 37 354 615 | ▲ 4,6%    |
| 2007        | 38 470 295 | ▲ 3,0%    |
| 2008        | 38 518 647 | ▲ 0,1%    |
| 2009        | 36 927 599 | ▼ 5,2%    |
| 2010        | 36 591 990 | ▼ 0,9%    |
| 2011        | 36 449 281 | ▼ 0,4%    |
| 2012        | 34 738 115 | ▼ 5,7%    |
| 2013        | 33 212 817 | ▼ 5,4%    |
| 2014        | 32 711 053 | ▼ 2,5%    |
| 2015        | 34 060 583 | ▲ 4,1%    |
| 2016        | 35 529 472 | ▲ 4,3%    |
| 2017        | 36 991 480 | ▲ 4,1%    |
| 2018        | 39 007 864 | ▲ 5,5%    |
| 2019        | 40 639 355 | ▲ 4,2%    |
| 2020        | 23 321 299 | ▼ 42,61%  |
| 2021        | 29 668 917 | ▲ 27,22%  |
| 2022        | 36 230 056 | ▲ 22,11%  |

|  |

### Viajeros por línea
| Posición                                              | Línea          | Recorrido                                                             | 2022       | 2021       | Diferencia | Diferencia (%) |
| ----------------------------------------------------- | -------------- | --------------------------------------------------------------------- | ---------- | ---------- | ---------- | -------------- |
| 1                                                     | 4              | Barañáin ↔ Villava                                                    | 7 475 708  | 6 121 718  | 1 335 990  | ▲ 21,82%       |
| 2                                                     | 7              | Villava ↔ Barañáin                                                    | 3 446 584  | 3 018 462  | 428 122    | ▲ 14,18%       |
| 3                                                     | 16             | Berriosuso — Berriozar ↔ Noáin — Beriáin                              | 3 325 904  | 2 721 027  | 604 877    | ▲ 22,23%       |
| 4                                                     | 18             | Zizur Mayor ↔ Sarriguren                                              | 3 075 725  | 2 473 523  | 602 202    | ▲ 24,35%       |
| 5                                                     | 12             | Ermitagaña ↔ Mendillorri                                              | 2 093 121  | 1 668 670  | 424 451    | ▲ 25,44%       |
| 6                                                     | 11             | Ezcaba ↔ Galaria — Polígono Mutilva                                   | 2 004 679  | 1 656 133  | 348 546    | ▲ 21,05%       |
| 7                                                     | 19             | Barañáin ↔ Erripagaña                                                 | 1 592 329  | 1 352 842  | 239 487    | ▲ 17,70%       |
| 8                                                     | 9              | RENFE ↔ Universidad Pública                                           | 1 587 350  | 1 325 124  | 262 226    | ▲ 19,79%       |
| 9                                                     | 3              | Circular Oeste: Centro ↔ Ansoáin                                      | 1 348 424  | 1 097 452  | 250 972    | ▲ 22,87%       |
| 10                                                    | 17             | Mutilva ↔ Berriozar                                                   | 1 333 058  | 1 006 818  | 326 240    | ▲ 32,40%       |
| 11                                                    | 21             | Circular Este: Centro ↔ Ansoáin                                       | 1 282 244  | 1 160 443  | 121 801    | ▲ 10,50%       |
| 12                                                    | 5              | Orvina 3 ↔ Universidad de Navarra                                     | 1 021 183  | 884 258    | 136 925    | ▲ 15, 48%      |
| 13                                                    | 8              | Blanca de Navarra ↔ Buztintxuri                                       | 1 018 023  | 894 592    | 123 431    | ▲ 13,80%       |
| 14                                                    | 6              | Rochapea ↔ Universidad Pública                                        | 930 431    | 794 326    | 136 105    | ▲ 17,13%       |
| 15                                                    | 2              | Cortes de Navarra ↔ Echavacóiz                                        | 720 952    | 597 862    | 123 090    | ▲ 20,59%       |
| 16                                                    | 10             | Belosogoiti ↔ Orcoyen                                                 | 671 818    | 540 928    | 130 890    | ▲ 24,202%      |
| 17                                                    | 20             | Príncipe de Viana ↔ Gorraiz                                           | 597 176    | 471 452    | 125 724    | ▲ 26,67%       |
| 18                                                    | 15             | Paseo de Sarasate ↔ Zizur Mayor                                       | 505 313    | 386 228    | 119 085    | ▲ 30,83%       |
| 19                                                    | 25             | Merindades ↔ Mutilva                                                  | 470 739    | 403 109    | 67 630     | ▲ 16,78%       |
| 20                                                    | 1              | Cizur Menor — Universidad de Navarra ↔ Universidad Pública de Navarra | 353 318    | 281 252    | 72 066     | ▲ 25,62%       |
| 21                                                    | 23             | Cordovilla Príncipe de Viana ↔ Itaroa — Olloqui                       | 295 305    | 239 259    | 56 046     | ▲ 23,42%       |
| 22                                                    | 22             | Merindades ↔ Mutilva                                                  | 187 668    | 136 988    | 50 680     | ▲ 37,00%       |
| 23                                                    | 14             | Casco Antiguo ↔ Rochapea — Artica                                     | 125 801    | 102 186    | 23 615     | ▲ 23,11%       |
| 24                                                    | 24             | Circular Mercadillo: San Juan ↔ Landaben                              | 10 119     | 8 078      | 2 041      | ▲ 25,27%       |
| otros                                                 | R1R2           | Refuerzo fútbol                                                       | 31 085     | 22 879     | 8 206      | ▲ 35,87%       |
| otros                                                 | R3             | Refuerzo Navarra Arena                                                | 31 085     | 22 879     | 8 206      | ▲ 35,87%       |
| otros                                                 | F              | Refuerzo ferial (SF)                                                  | 31 085     | 22 879     | 8 206      | ▲ 35,87%       |
| Total diurnas:                                        | Total diurnas: | Total diurnas:                                                        | 35 526 974 | 29 365 609 | 6 161 365  | ▲ 20,98%       |
| Fuente: Mancomunidad de Iruñerria-Comarca de Pamplona |                |                                                                       |            |            |            |                |

| Posición                                              | Línea            | Recorrido                               | 2022    | 2021    | Diferencia | Diferencia (%) |
| ----------------------------------------------------- | ---------------- | --------------------------------------- | ------- | ------- | ---------- | -------------- |
| 1                                                     | N7               | Pablo Sarasate ↔ Baja Navarra           | 171 152 | 73 334  | 97 818     | ▲ 133,39%      |
| 2                                                     | N5               | Cortes de Navarra ↔ Huarte — Gorraiz    | 134 046 | 56 062  | 77984      | ▲ 139,10%      |
| 3                                                     | N2               | Pablo Sarasate ↔ Barañáin               | 101 506 | 45 593  | 55 913     | ▲ 122,64%      |
| 4                                                     | N4               | Pablo Sarasate ↔ Berriozar — Berriosuso | 72 186  | 26 869  | 45 317     | ▲ 168,66%      |
| 5                                                     | N10              | Cortes de Navarra ↔ Sarriguren          | 57 997  | 26 546  | 31 451     | ▲ 118,48%      |
| 6                                                     | N1               | San Ignacio ↔ Zizur Mayor               | 53 353  | 25 258  | 28 095     | ▲ 111,23%      |
| 7                                                     | N3               | Bajada de Labrit ↔ Beriáin              | 44 012  | 18 150  | 25 862     | ▲ 142,49%      |
| 8                                                     | N6               | Cortes de Navarra ↔ Mendillorri         | 38 898  | 17 461  | 21 437     | ▲ 122,77%      |
| 9                                                     | N8               | Bajada de Labrit ↔ Mutilva              | 20 050  | 9 975   | 10 075     | ▲ 101,00%      |
| 10                                                    | N9               | Pablo Sarasate ↔ Orcoyen                | 9 882   | 4 060   | 5 822      | ▲ 143,40%      |
| Total nocturnas:                                      | Total nocturnas: | Total nocturnas:                        | 703 082 | 303 308 | 399 774    | ▲ 131,80%      |
| Fuente: Mancomunidad de Iruñerria-Comarca de Pamplona |                  |                                         |         |         |            |                |

| Diurno                                                | 35 526 974 | 29 365 609 | 6 161 365 | ▲ 20,98%  |
| Nocturno                                              | 703 082    | 303 308    | 399 774   | ▲ 131,80% |
| Total:                                                | 36 230 056 | 29 668 917 | 6 561 139 | ▲ 22,11%  |
| Fuente: Mancomunidad de Iruñerria-Comarca de Pamplona |            |            |           |           |

## Calidad del servicio

### Satisfacción
Según diversos estudios, la satisfacción media de los usuarios con el servicio no ha hecho más que aumentar. Si en 2015, la Encuesta sobre satisfacción de los ciudadanos con el Transporte Público de la OCU otorgaba el cuarto puesto al Transporte Urbano Comarcal, detrás de Bilbao, Gijón y Logroño, en agosto de 2018, OSUR le daba el segundo puesto en su Primer Barómetro de Satisfacción de Servicios Urbanos, incluyendo también a Nbus, Tierra Estella Bus y Urbano de Tudela, situándolo detrás de País Vasco solamente y, en noviembre de ese mismo año, ya era el primero de todos, junto con Bilbobus, en Bilbao, también según la OCU. En concreto, se le valoraba con 5 puntos sobre 5 el hecho de que no hubiese aglomeraciones, 4 sobre 5 en puntualidad según lo anunciado en pantallas y 3 sobre 5 en retraso sobre lo programado.
Según el Estudio de Satisfacción del Transporte Urbano Comarcal, realizado en 2017 por la Mancomunidad, la nota media de la red se situó en un 7,8 sobre 10, máximo histórico, según ellos. Además, la información de horarios y frecuencias obtuvo 7,9 puntos y la puntualidad en horarios se quedó en 7,6.

### Fraude
Pese a no estar medida, la tasa de fraude en la red del Transporte Urbano Comarcal es muy baja, debido a dos factores principales: la entrada única y exclusivamente por la puerta delantera, donde se sitúa el conductor, lo que permite que los infractores sean detectados fácilmente y, en segundo lugar, la presencia de cámaras de videovigilancia en la totalidad de los autobuses. Hay tres cámaras por autobús y hasta seis en los vehículos articulados, que obtienen una vista general del interior, así como una vista ampliada de cada una de las puertas traseras, a las que el conductor tiene acceso permanente.
Sí que se han dado episodios de tentativas de lo que se conoce como "simpa", es decir, de entrar sin pagar, pero, en esos casos, la Policía Foral actúa rápidamente, multando y expulsando del autobús a los infractores.

### Accesibilidad
El 100% de los autobuses de la flota del Transporte Urbano Comarcal posee doble rampa en la primera puerta trasera, una automática y otra manual. Además, a la misma altura, todos los autobuses disponen de dos espacios reservados a las sillas de ruedas, que comparten con las silletas. Además, las personas ciegas disponen de un mando que, al presionarlo, si se encuentra un autobús cerca, este último activará una megafonía que le indicará a qué línea pertenece, en qué dirección va y a qué distancia se encuentra de la persona.

## Futuro del Transporte Urbano Comarcal

### Red Troncal
Dentro del plan de desarrollo del Transporte Urbano Comarcal, se va a implementar un sistema de tránsito rápido compuesto por 5 líneas, a medio camino entre el autobús y el tranvía.

### Reestructuración del servicio nocturno
Dado que la red nocturna databa del año 2005 y que desde entonces ha habido nuevos desarrollos urbanos importantes, dicho servicio no se adaptaba correctamente a las nuevas demandas de movilidad nocturna. Por ese motivo la mancomunidad presentó el día 2 de septiembre de 2024 6 nuevas líneas nocturnas con el fin de mejorar la demanda y el servicio. Se preeve una gran reestructuración del servicio nocturno en el año 2025.

### Lanzadera porCasco Antiguo
El Ayuntamiento de Pamplona emitió una declaración en la que instaba a la mancomunidad a desarrollar una o varias redes de autobús, eléctrico y de poco tamaño, por el Casco Antiguo de Pamplona, dado que desde su peatonalización, los autobuses de la red paran a una distancia considerable de algunos puntos, como la Catedral de Pamplona. Además, otros muchos como el Ayuntamiento de Pamplona, la Iglesia de San Saturnino o el Palacio de los Reyes de Navarra están a proximidad de la parada Udaletxea/Ayuntamiento, pero solo recibe autobuses de la línea 14 hacia Artica, sin pasar por los ensanches.

### Desarrollo de otras líneas
Antes de la fusión de las dos redes de transporte público de la comarca, existían algunas líneas que aún no se han incorporado al Transporte Urbano Comarcal. Esas son las siguientes:
- L1 (Pamplona ↔ Añorbe)
- L12 (Pamplona ↔ Ororbia ↔ Echauri)
- L13 (Pamplona ↔ Clínica Ubarmin)

Además, con los desarrollos urbanos de los últimos años, una población importante no tiene acceso al TUC en las siguientes localidades:
- Egüés
- Tajonar
- Badostáin
- Imárcoain
- Esquíroz
- Aeropuerto de Pamplona
- Polígono industrial de Areta
- Polígono industrial Comarca I

Asimismo, está previsto desarrollar nuevas áreas urbanas, que también necesitarían acceso a la red:
- Chantrea Sur (Chantrea)
- Donapea (Cordovilla)
- Echavacóiz

Por último, las siguientes zonas, aunque disponen de una conexión con la red, exigen una mejor conexión:
- Erripagaña (se reclama una conexión con el centro desde el interior del barrio y otra con Burlada)
- Noáin (se exige una conexión directa con Hospital de Navarra)
- Orcoyen (mejor frecuencia demandada)
- Landaben (se pide una línea con el centro todos los días)
- Casco Antiguo de Pamplona (creación de una red de lanzaderas entre el barrio y las diferentes paradas ubicadas en los ensanches)

### Proyecto de metro en Pamplona
El proyecto de metro en Pamplona es una iniciativa propuesta por un grupo de ingenieros que pretende dotar a la capital navarra de una red de metro formada por tres líneas: una norte-sur, una este-oeste y una última circular.
| Línea | Recorrido                        | Longitud (km) | Estaciones | Frecuencia |
| ----- | -------------------------------- | ------------- | ---------- | ---------- |
| M 1   | Gorráiz ↔ Erreniega              | 15,7          | 19         | 10'        |
| M 2   | Berriogoiti ↔ Imárcoain          | 20,6          | 20         | 10'        |
| M 3   | Circular: Merindades ↔ San Jorge | 16,0          | 19         | 10'        |

Además, se han proyectado otras cuatro líneas, esta vez de metro ligero o tranvía, para dar servicio a espacios sin servicio de metro y, así, acercarse a la red "principal".
| Línea | Recorrido               | Longitud (km) | Estaciones | Frecuencia |
| ----- | ----------------------- | ------------- | ---------- | ---------- |
| T 4   | San Jorge ↔ Orcoyen     | 3,6           | 6          | 15'        |
| T 5   | Zizur Mayor ↔ Erreniega | 4,1           | 7          | 15'        |
| T 6   | Rochapea ↔ Berriozar    | 3,7           | 5          | 15'        |
| T 7   | Mendillorri ↔ Urbasa    | 3,4           | 7          | 15'        |

## Accidentes
Afortunadamente, la red del Transporte Urbano Comarcal apenas registra accidentes mayores, siendo la mayoría averías o pequeñas colisiones poco frecuentes. Estos son algunos de los accidentes más destacados en los últimos años:
- 3 de abril de 2017: una camioneta no cedió el paso a un autobús de la línea 6 en la calle Navarro Villoslada y colisionó con él y otro turismo hacia las 14:25, resultando su conductor herido.[97]
- 25 de agosto de 2017: un autobús de la línea 9 , sin pasajeros, sufrió un aparatoso accidente en las inmediaciones de la Universidad Pública de Navarra y acabó encima de un contenedor sobre las 07:40.[98]
- 11 de octubre de 2018: un autobús de la línea 3 realizó en el cruce entre la Avenida Marcelo Celayeta y la calle Bernardino Tirapu una maniobra brusca para evitar un accidente y cuatro ocupantes resultaron heridos cerca de las 09:00.[99]
- 30 de noviembre de 2018: un autobús de la línea 8 chocó con un turismo en el cruce entre la Avenida Baja Navarra y la Calle Amaia.[100]
- 17 de mayo de 2019: un autobús de la línea 4 chocó, alrededor de las 11:10, con un turismo en la calle Yanguas y Miranda. Una pasajera tuvo que ser trasladada a un centro médico.[101]
- 17 de octubre de 2019: un autobús de la línea 2 colisionó con un ciclista, que resultó herido grave, en la Plaza de los Fueros, alrededor de las 16:00.[102]